# Gouesnach
Gouesnach [gwenax] (écrit également localement Gouesnac'h) est une commune du département du Finistère dans la région de Bretagne (France).

## Géographie
| Plomelin |           | Quimper           |
|          | Gouesnach | Pleuven           |
| Combrit  |           | Clohars-Fouesnant |

### Localisation
La commune est située sur la rive gauche de l'estuaire de l'Odet qui le borde à l'Ouest, et est bordée à l'Est par l'axe Quimper-Bénodet ; sa limite nord est formée par le ruisseau de l'Anse de Saint-Cadou qui sépare la commune de Quimper, et sa limite sud par le ruisseau de l'Anse de Kerandraon, qui la sépare de Clohars-Fouesnant, deux affluents de rive gauche de l'Odet formant des rias appendices de celle du fleuve précité. Gouesnach forme une presqu'île, une sorte d'enclave, raisons pour lesquelles cette commune est restée isolée et rurale jusqu'à une période récente, et le fait que la prononciation bretonne soit restée la seule usitée localement l'indique bien. Le développement récent de Quimper fait que la commune est désormais englobée dans la banlieue du grand Quimper et est de plus en plus urbanisée.

Localisation de Gouesnach au sein du département du Finistère.
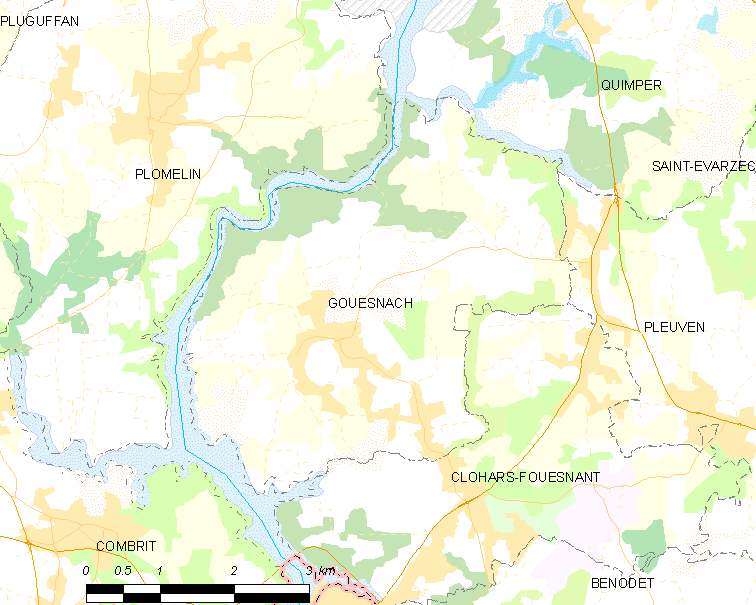
Carte de la commune de Gouesnach.
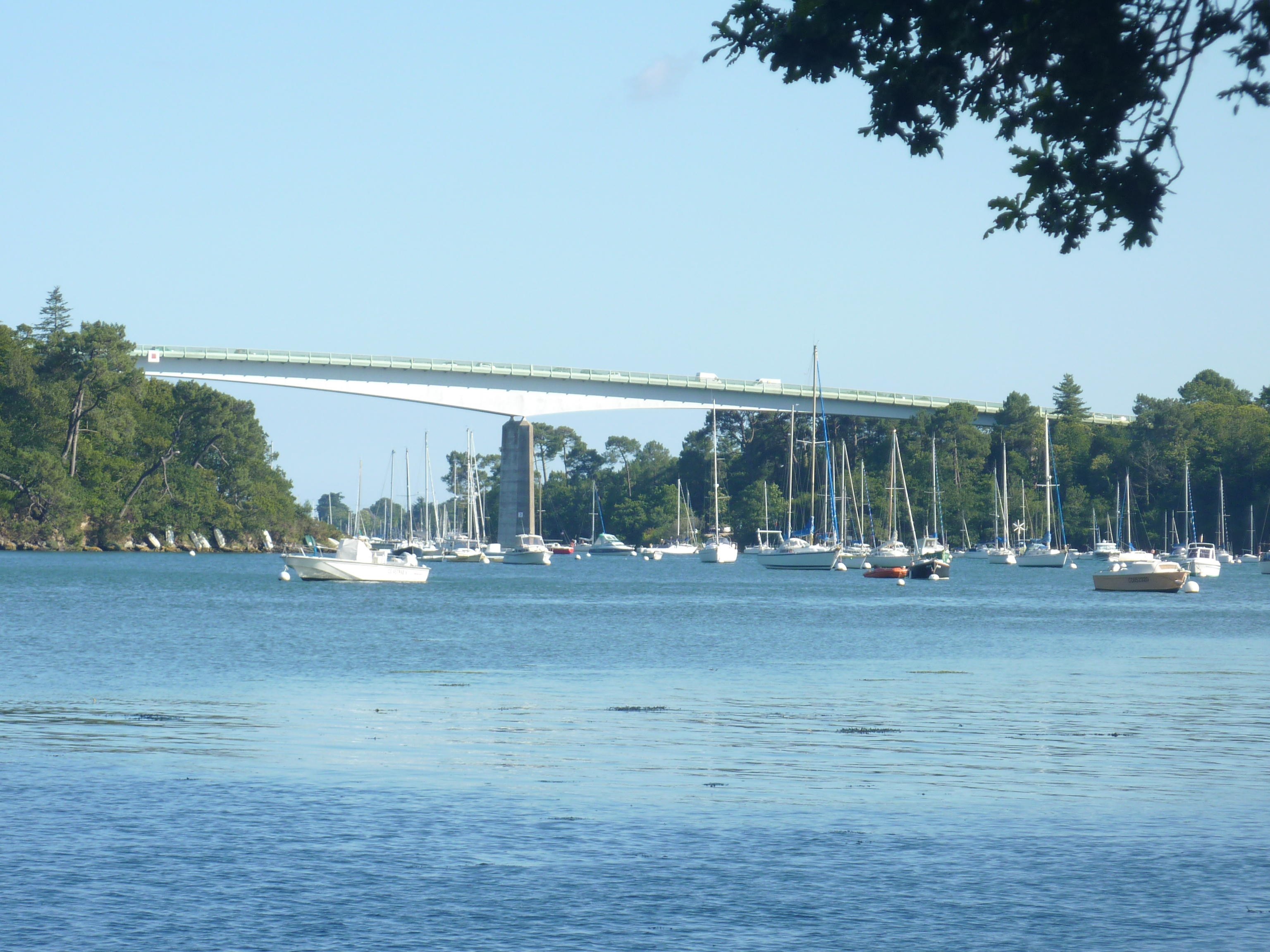
Le pont de Cornouaille sur l'Odet vu de Porz Gwen.
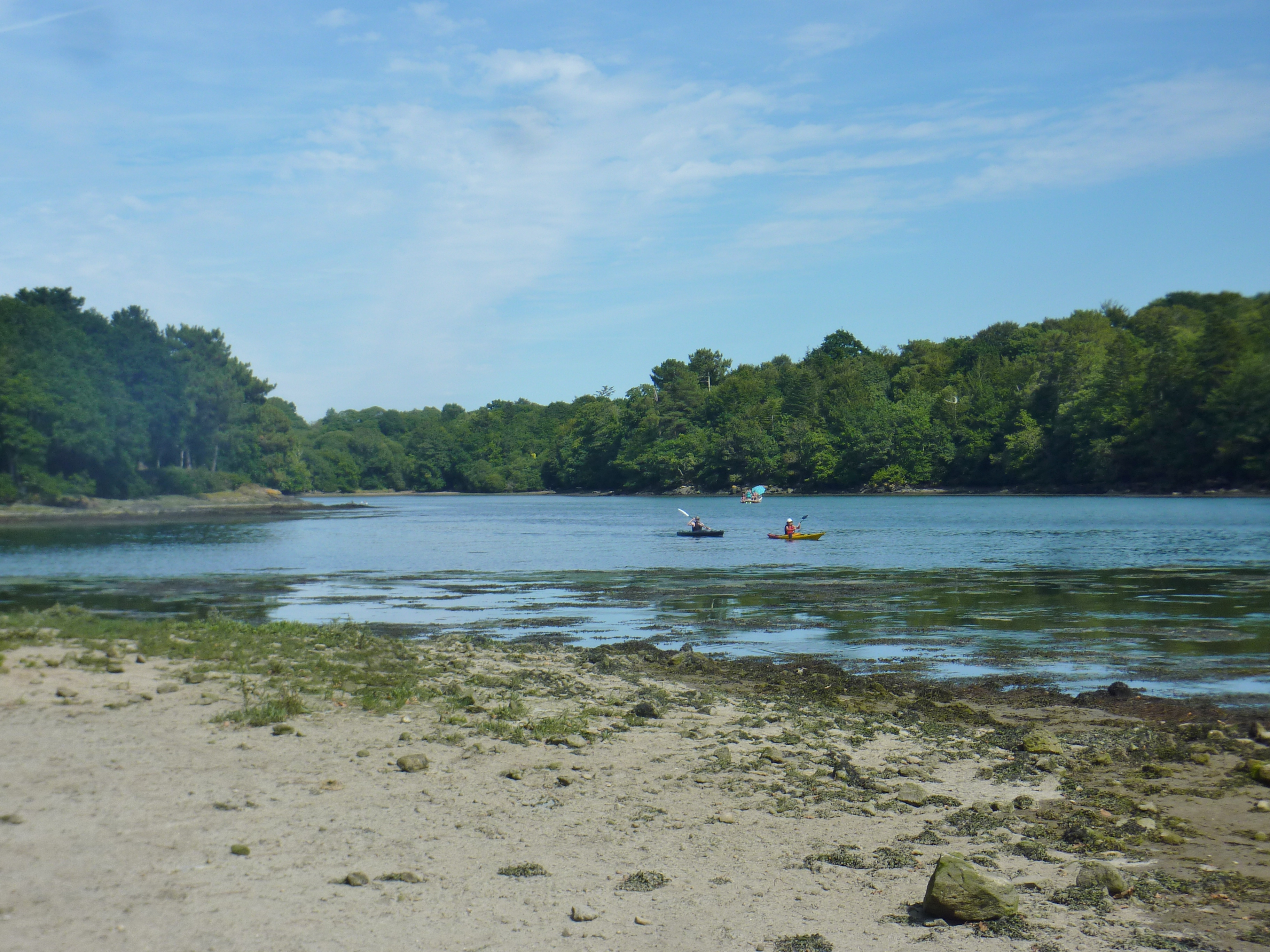
L'anse de Kerandraon, anse annexe de l'Odet, à la limite des communes de Gouesnach et Clohars-Fouesnant.
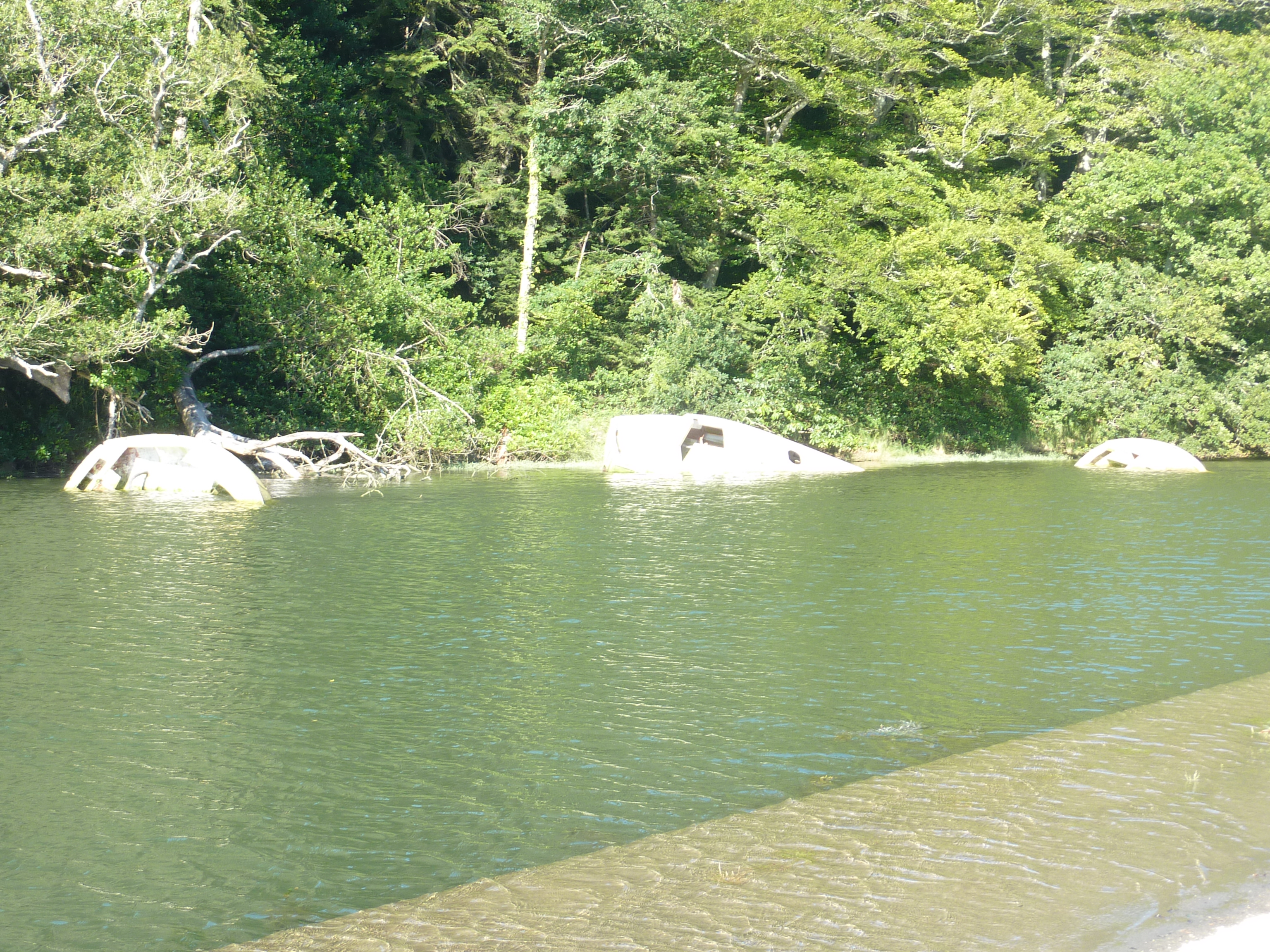
Épaves sur l'Odet à Pors Meillou.
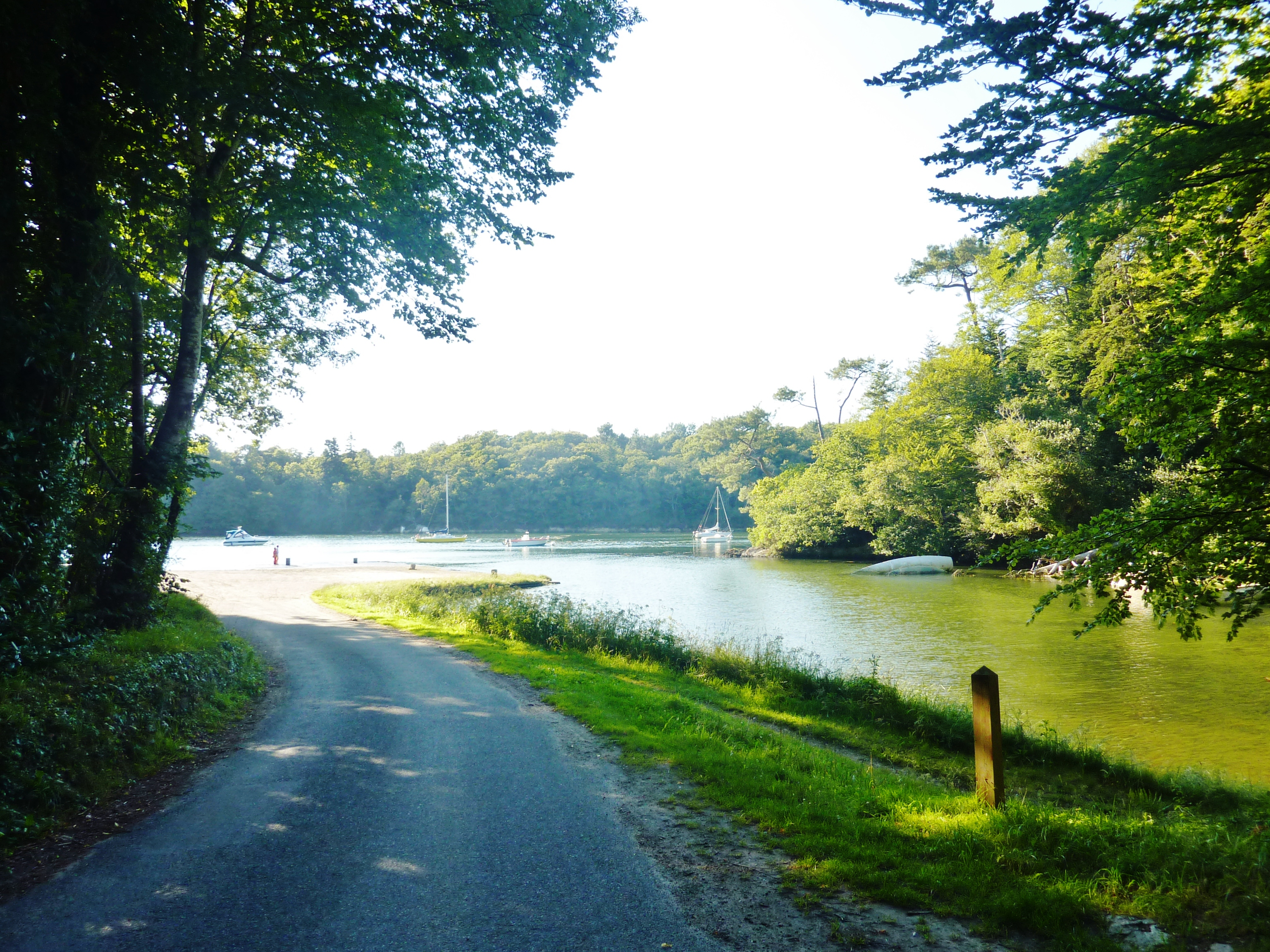
L'Odet vu de Pors Meillou.

Pendant l'été 2013, une plage a été temporairement aménagée à Pors Meillou grâce à l'apport de 26 tonnes de sable.
Située en amont du pont de Cornouaille, la commune n'est pas soumise à la loi littoral, ce qui explique notamment l'absence de sentier côtier, les rives de l'Odet étant presque totalement privatisées et celui-ci n'est accessible qu'en quelques rares endroits : Anse de Porz Guen, Anse de Porz Garo (par un sentier botanique), Pors Keraign, Pors Meillou. Toutefois un passage est accessible à marée basse, et même à marée haute lorsque le coefficient de marée est inférieur à 70, sur la grève de l'Odet, depuis Porz Guen jusqu'à Pors Keraign.

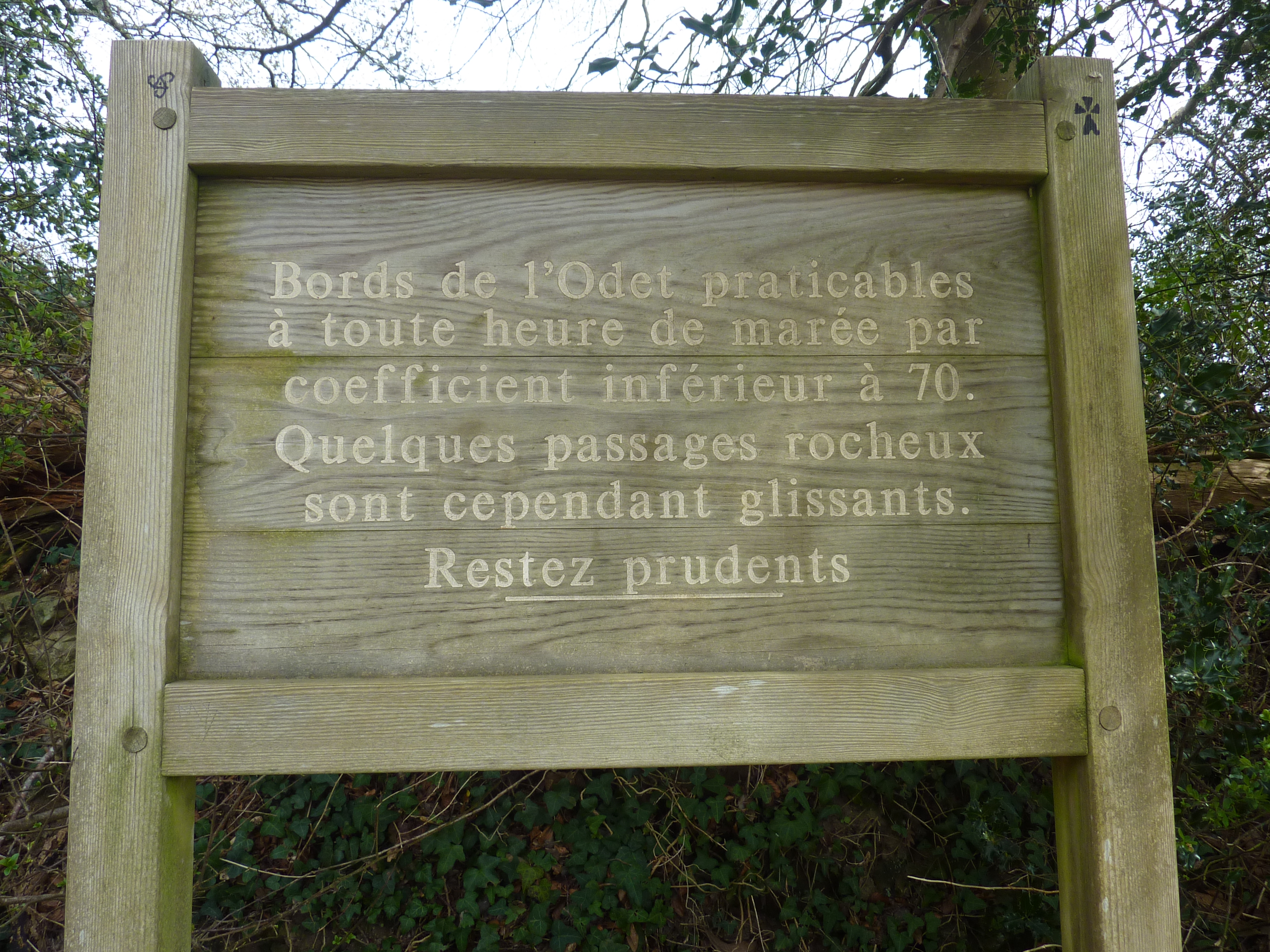
Gouesnach : le sentier littoral entre Porz Guen et Pors Keraign n'est pas toujours accessible à marée haute.
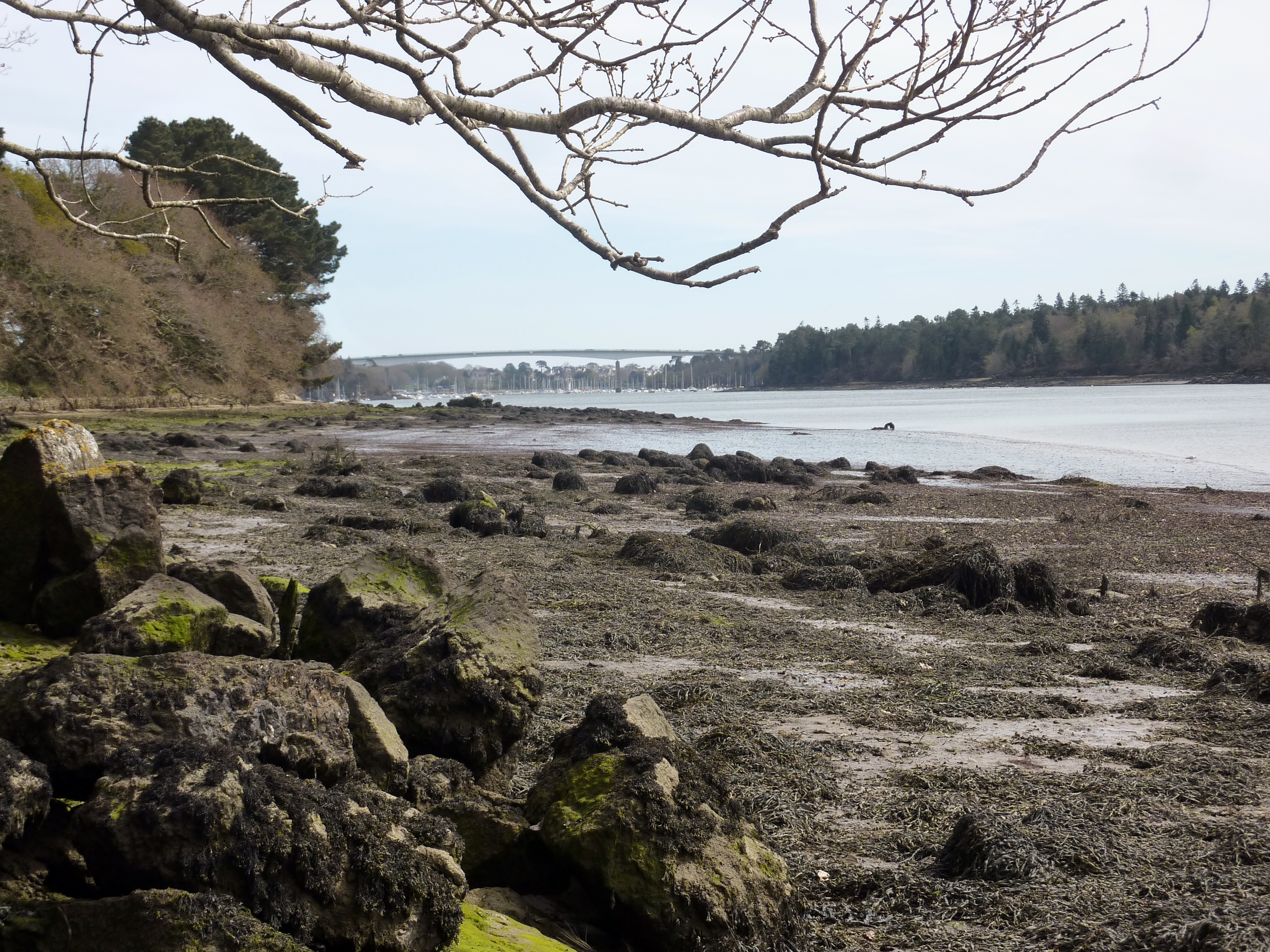
La rive gauche de l'estuaire de l'Odet entre Porz Guen et Porz Garo.
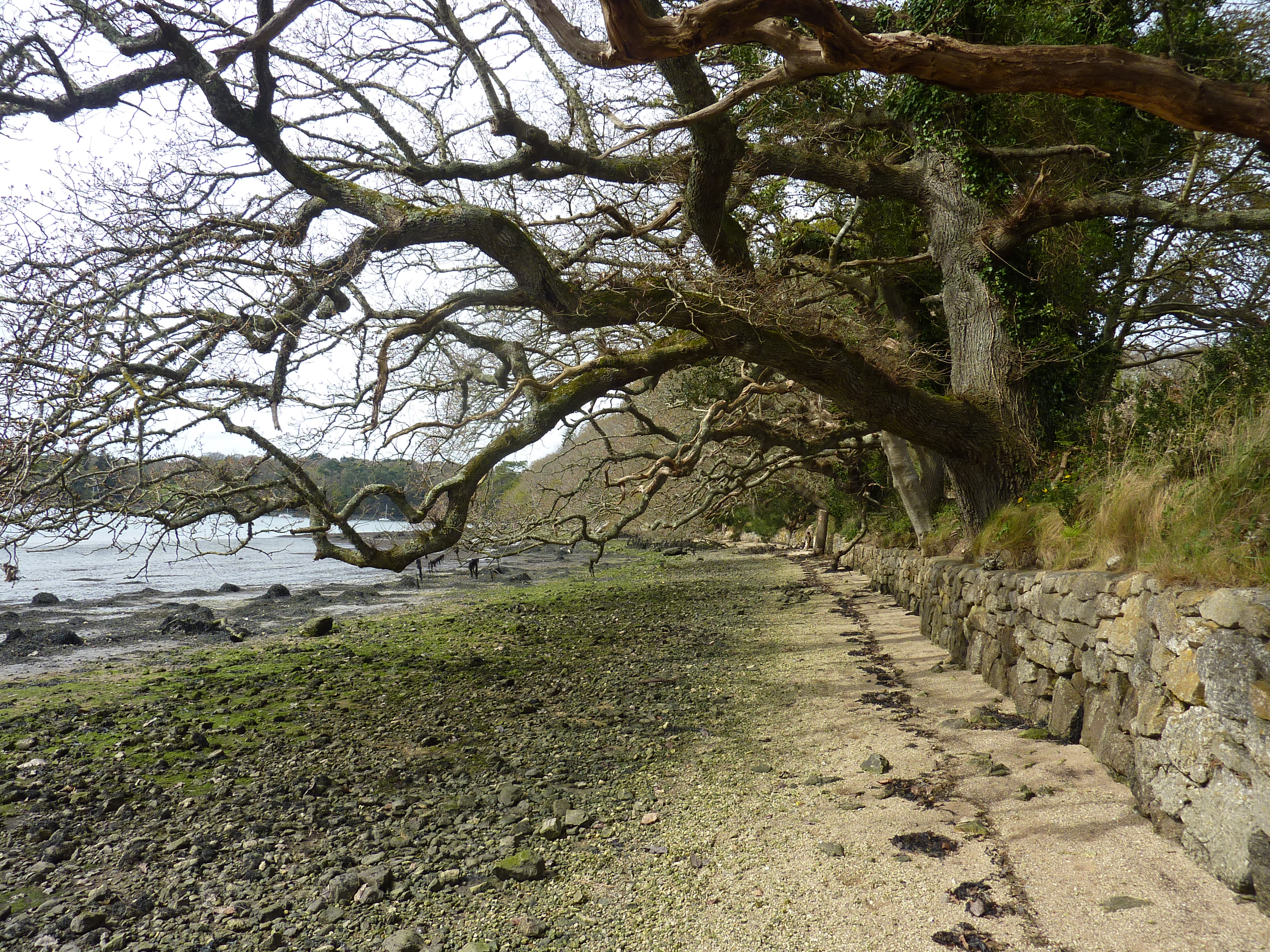
Le sentier littoral entre Porz Guen et Porz Garo.
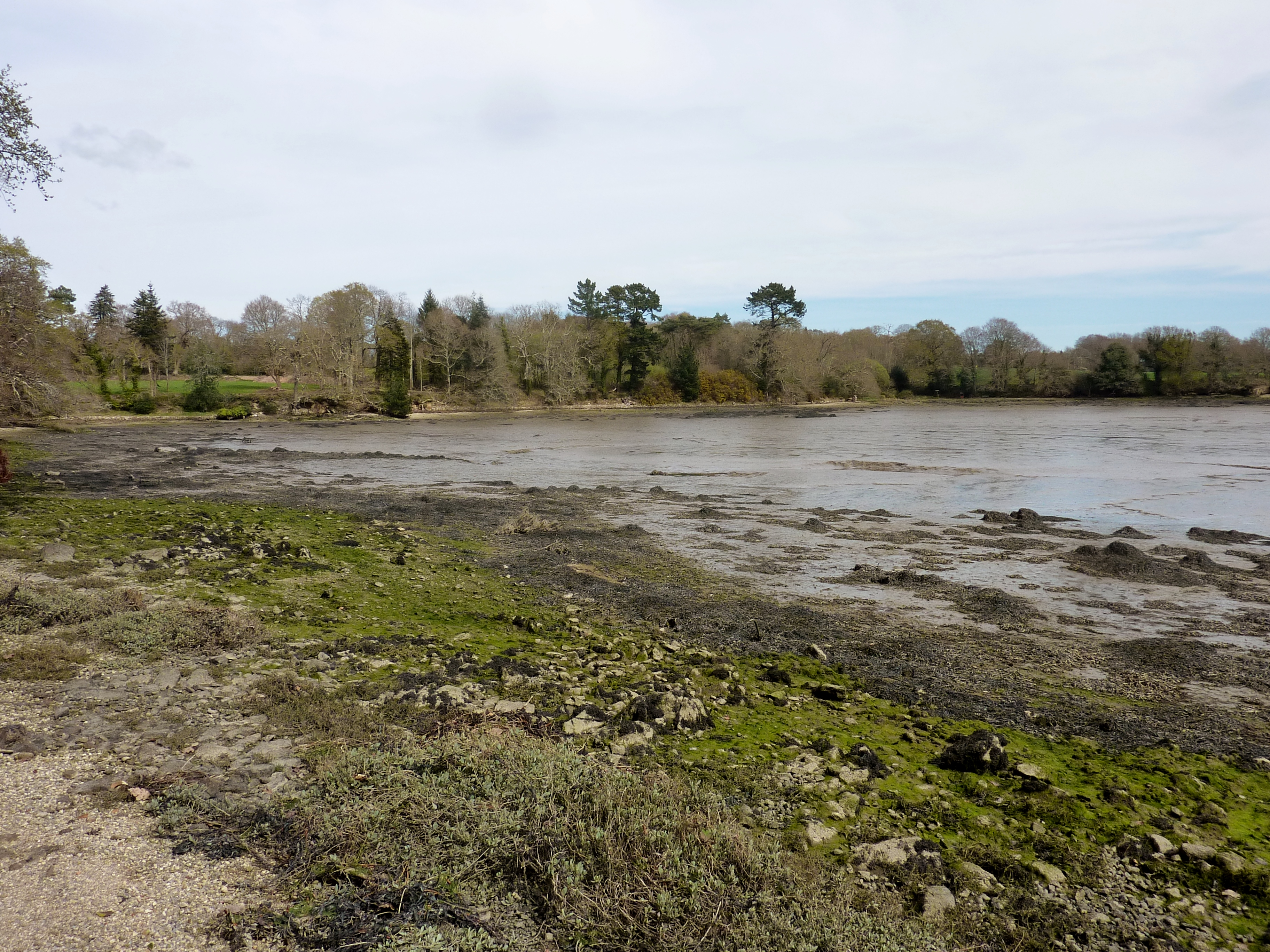
L'anse de Porz Garo.
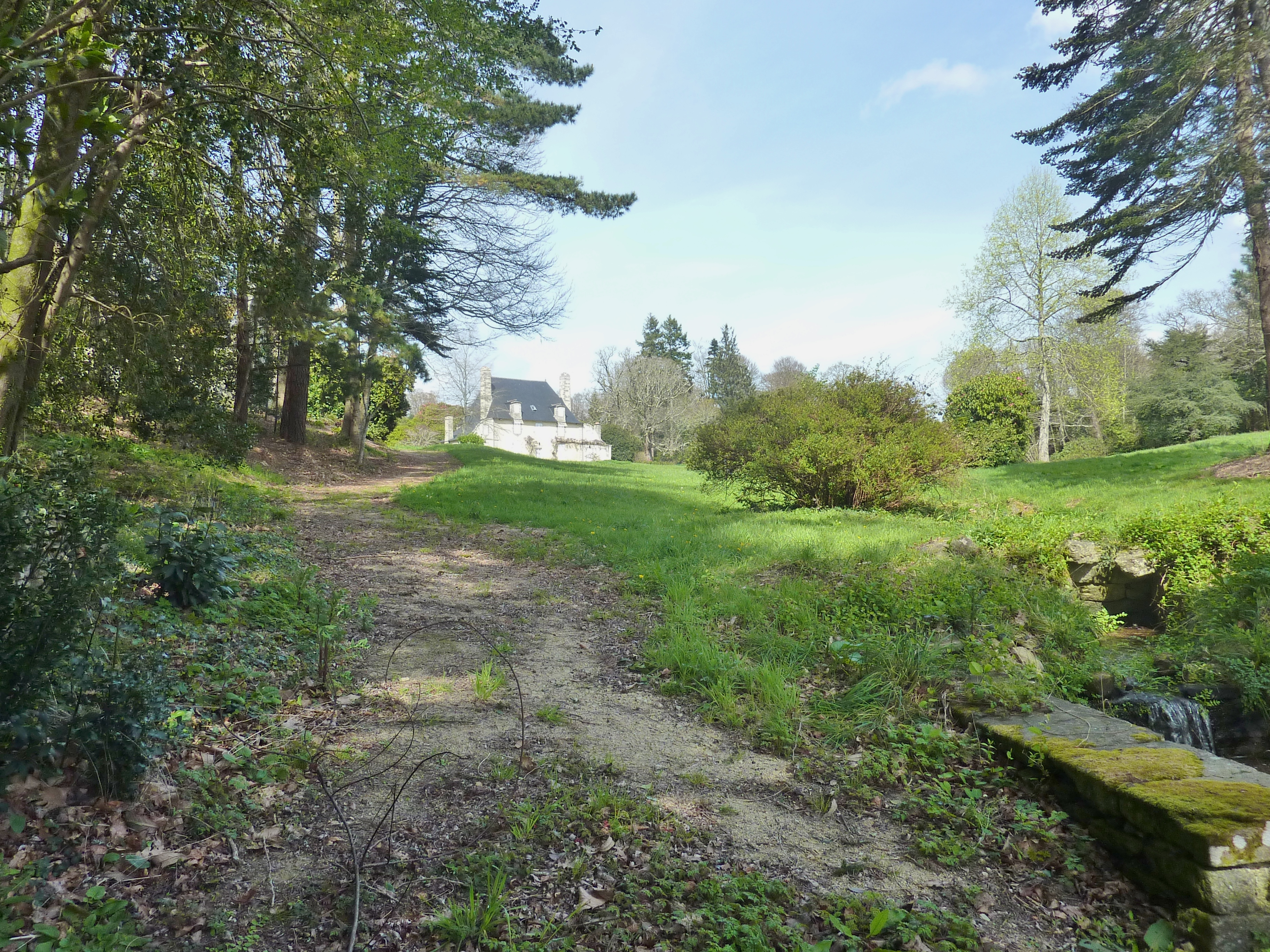
Le manoir de Lanhuron au fond de l'anse de Porz Garo.
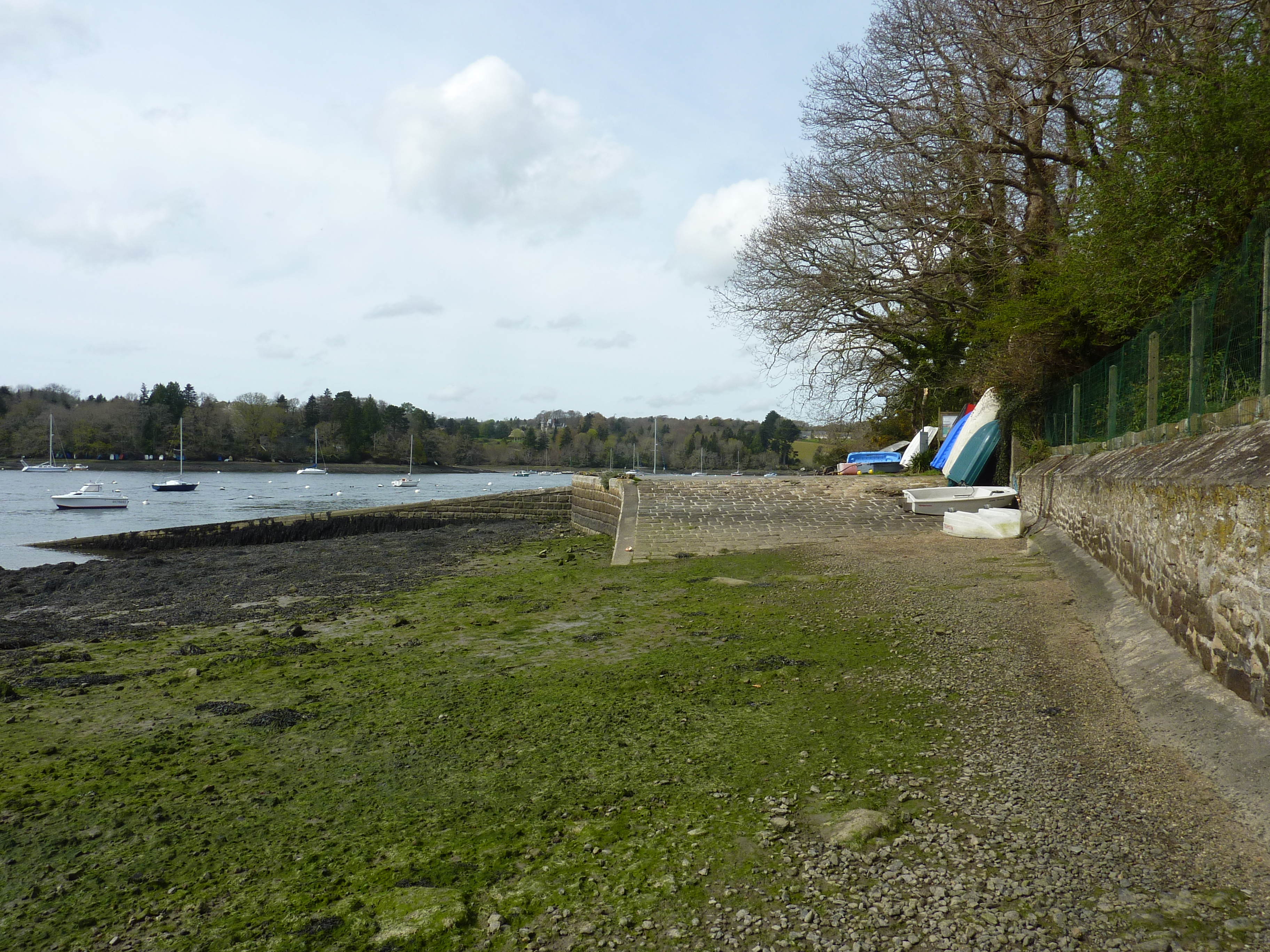
La cale de Pors Keraign.
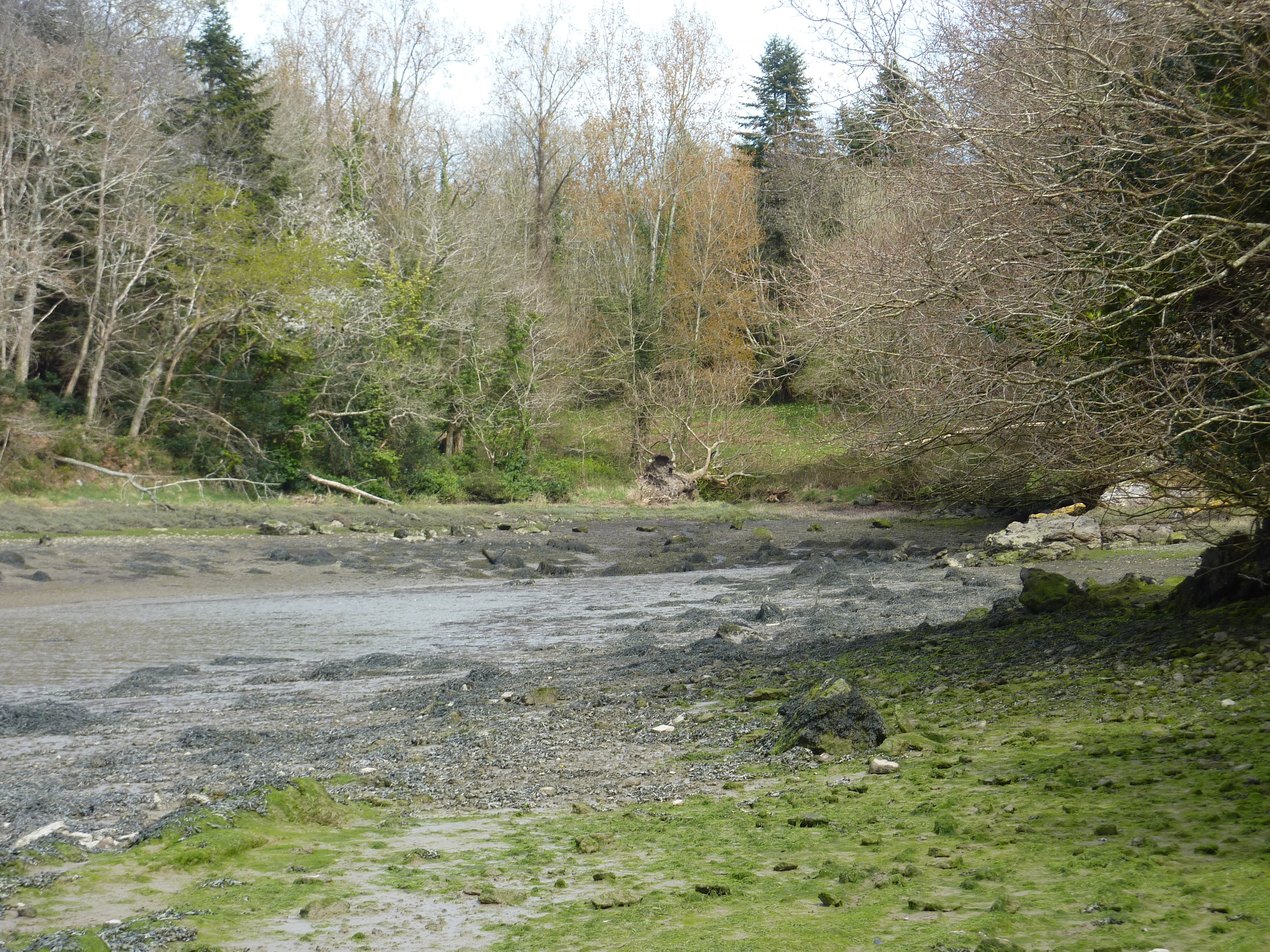
L'anse juste en amont de Pors Keraign à marée basse.

| - Carte topographique de la commune de Gouesnach. |

### Géologie et relief
Au nord-ouest, l'estuaire s'encaisse profondément entre Gouesnach et Plomelin dans une succession de courts méandres aux falaises boisées appelés les Vire-Courts dont la sinuosité constitue une limite au tonnage des bateaux remontant jusqu'au port de Quimper.
Le sous-sol de la commune est presque totalement granitique (ce granite contient des pegmatites à béryl) ; quelques affleurements de micaschistes sont toutefois visibles au niveau du bourg et de ses alentours.
Le finage communal est très vallonné, les altitudes allant du niveau de la mer jusqu'à 59 mètres (ce point culminant se trouve au sud-ouest du manoir de Boutiguéry). Si la partie orientale de la commune est plus plane, formant un plateau d'une quarantaine de mètres d'altitude (c'est aussi l'altitude du bourg), les dénivelés s'accentuent vers l'ouest, en raison des nombreux vallons, creusés par de tout petits affluents de l'Odet, qui échancrent ce plateau.
L'encaissement de la ria de l'Odet et les fortes pentes boisées de la rive qui en résultent expliquent l'absence de véritables infrastructures portuaires, même si quelques criques abritent ou ont abrité des ports rudimentaires (Pors Meillou, "Abri du Moulin" en français, fut utilisé comme port dès l'époque romaine ; un quai et une cale y furent aménagés en 1875 facilitant le trafic des sabliers transportant le maërl, des goémoniers et le chargement de poteaux de mines à destination du Royaume-Uni ; Éric Tabarly, qui habitait à proximité, utilisa un mouillage non loin pour ses Pen Duick ; d'autres anses aussi furent utilisées comme ports rudimentaires comme Pors-Guen [Pors Gwen], Sainte-Barbe et Pors-Keraign). Ces trois ports servent désormais de mouillages, identifiés par des bouées, pour environ 90 bateaux de plaisance et sont gérés par l'« Association des plaisanciers de Gouesnac'h ».

### Hydrographie
Pour un article plus général, voir Réseau hydrographique du Finistère.

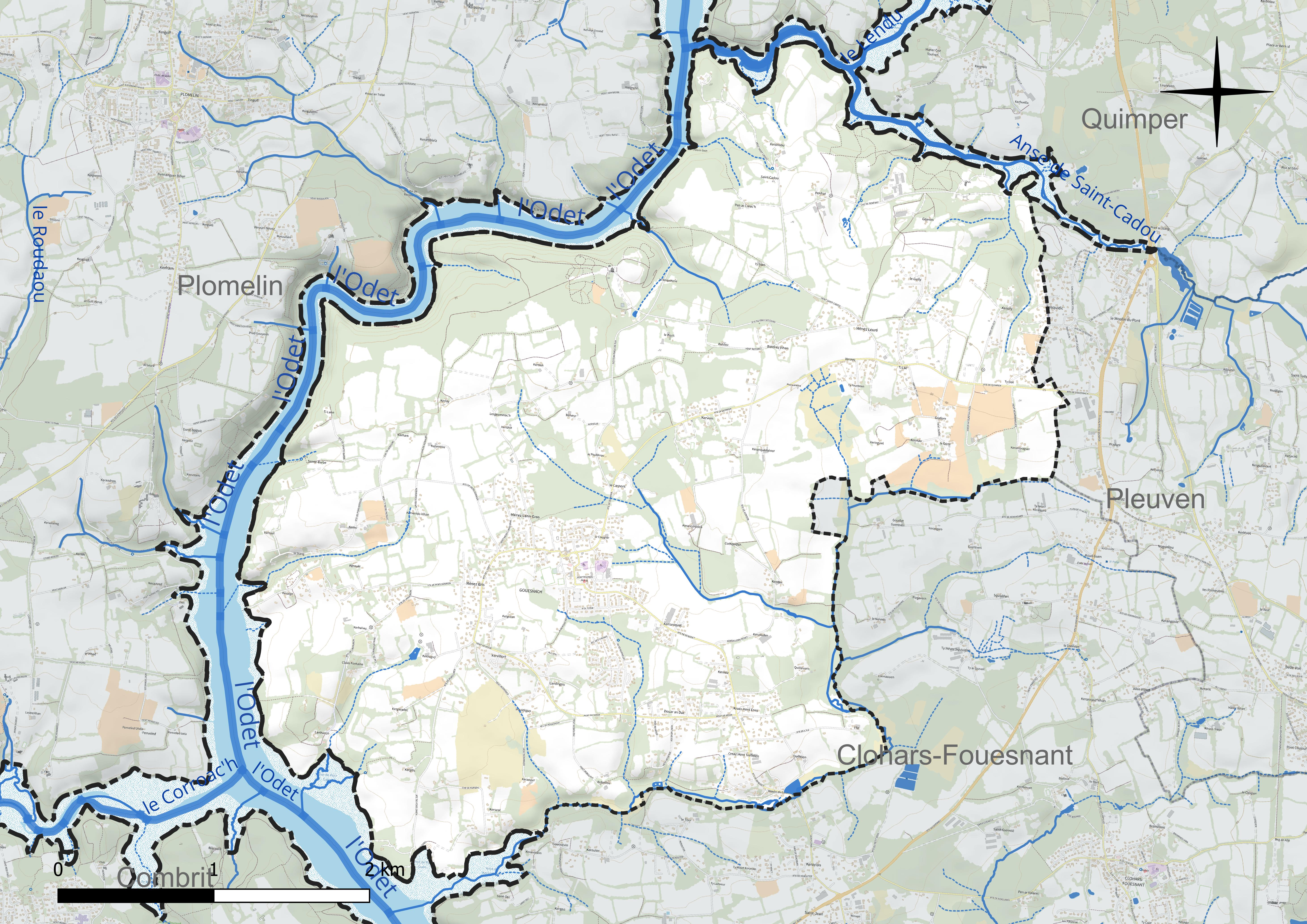
Réseau hydrographique de Gouesnach.

La commune est située dans le bassin Loire-Bretagne. Elle est drainée par divers petits cours d'eau,.
Un diverticule de l'Odet soumis aussi à la marée, l'Anse de Saint-Cadou, constitue la limite au nord avec Quimper (partie sud et ancienne paroisse d'Ergué-Armel).
L'étang du Lenn est un espace naturel qui fait l'objet d'une Convention de partenariat entre le département, la Communauté de communes et le Conservatoire du littoral signée en décembre 2018 afin de le protéger.

### Climat
Pour des articles plus généraux, voir Climat de la Bretagne et Climat du Finistère.
En 2010, le climat de la commune est de type climat océanique franc, selon une étude du CNRS s'appuyant sur une série de données couvrant la période 1971-2000. En 2020, Météo-France publie une typologie des climats de la France métropolitaine dans laquelle la commune est exposée à un climat océanique et est dans la région climatique  Bretagne orientale et méridionale, Pays nantais, Vendée, caractérisée par une faible pluviométrie en été et une bonne insolation. Parallèlement l'observatoire de l'environnement en Bretagne publie en 2020 un zonage climatique de la région Bretagne, s'appuyant sur des données de Météo-France de 2009. La commune est, selon ce zonage, dans la zone « Monts d'Arrée », avec des hivers froids, peu de chaleurs et de fortes pluies.  
Pour la période 1971-2000, la température annuelle moyenne est de 11,8 °C, avec  une amplitude thermique annuelle de 10,7 °C. Le cumul annuel moyen de précipitations est de 1 019 mm, avec 15,1 jours de précipitations en janvier et 7,5 jours en juillet. Pour la période 1991-2020, la température moyenne annuelle observée sur la station météorologique la plus proche, située sur la commune de Plomelin à 3 km à vol d'oiseau, est de 12,2 °C et le cumul annuel moyen de précipitations est de 1 150,4 mm,. Pour l'avenir, les paramètres climatiques de la commune estimés pour 2050 selon différents scénarios d'émission de gaz à effet de serre sont consultables sur un site dédié publié par Météo-France en novembre 2022.

## Urbanisme

### Typologie
Au 1er janvier 2024, Gouesnach est catégorisée petite ville, selon la nouvelle grille communale de densité à 7 niveaux définie par l'Insee en 2022.
Elle appartient à l'unité urbaine de Fouesnant, une agglomération intra-départementale dont elle est une commune de la banlieue,. Par ailleurs la commune fait partie de l'aire d'attraction de Quimper, dont elle est une commune de la couronne,. Cette aire, qui regroupe 58 communes, est catégorisée dans les aires de 200 000 à moins de 700 000 habitants,.

### Occupation des sols

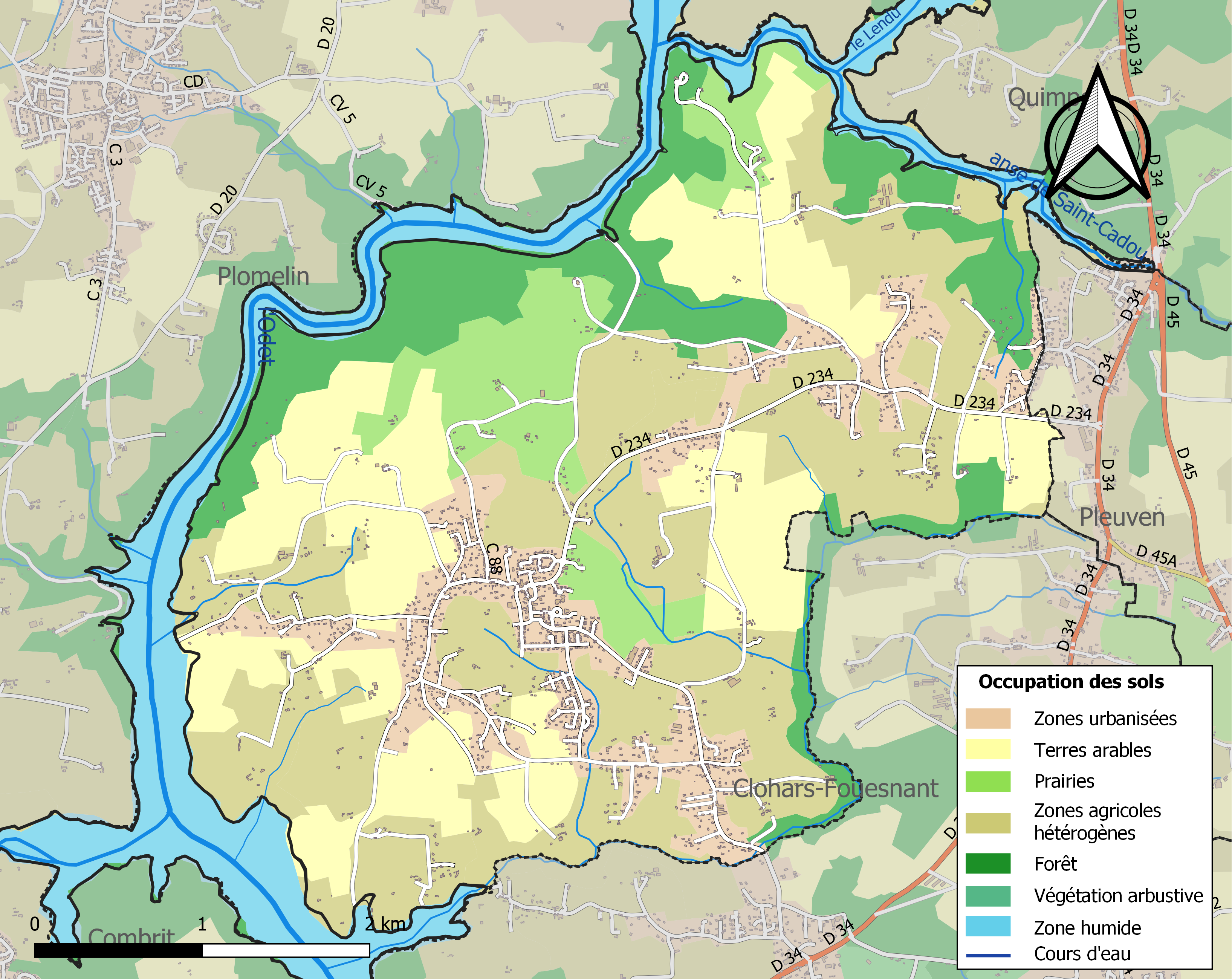
Carte des infrastructures et de l'occupation des sols de la commune en 2018 (CLC).

L'occupation des sols de la commune, telle qu'elle ressort de la base de données européenne d'occupation biophysique des sols Corine Land Cover (CLC), est marquée par l'importance des territoires agricoles (70,2 % en 2018), en diminution par rapport à 1990 (74,1 %). La répartition détaillée en 2018 est la suivante : 
zones agricoles hétérogènes (36,1 %), terres arables (24,8 %), forêts (14,7 %), zones urbanisées (14 %), prairies (9,3 %), eaux maritimes (1,1 %). L'évolution de l'occupation des sols de la commune et de ses infrastructures peut être observée sur les différentes représentations cartographiques du territoire : la carte de Cassini (XVIIIe siècle), la carte d'état-major (1820-1866) et les cartes ou photos aériennes de l'IGN pour la période actuelle (1950 à aujourd'hui).

### Voies de communication et transports
La commune n'est desservie que par une seule route départementale, la D 234, qui se termine au niveau du bourg et n'est qu'un embranchement de la D 34, l'axe Quimper-Bénodet. Par ailleurs seules des routes communales (chemins vicinaux) desservent la commune.

## Toponymie

### Étymologie et origines
Probablement issue d'un démembrement de la paroisse de Pleuven, Gouesnach a dû accueillir au Haut Moyen Âge un établissement monastique, ainsi que l'atteste la forme la plus ancienne relevée dans le cartulaire de Quimper au XIVe siècle : Goumenech (prononcé gouvenec'h) dont le composé menec'h semble être le pluriel en langue bretonne de manac'h (moine). Le nom s'est écrit Guouenech (vers 1330), Goumenech (en 1368), Gouvenech (en 1426, 1458 et en 1574), Gouenec'h (en 1516), Gouesnach (en 1621).
Le nom en breton est Gouenac'h. En français local comme en breton, on prononce [gwenax] (gouénarrh). Le nom officiel de la commune, tel qu'indiqué sur le site de l'Insee est écrit en utilisant la lettre CH au lieu de la lettre C'H, ce qui représente une tout autre prononciation.

## Histoire

### Préhistoire et Antiquité

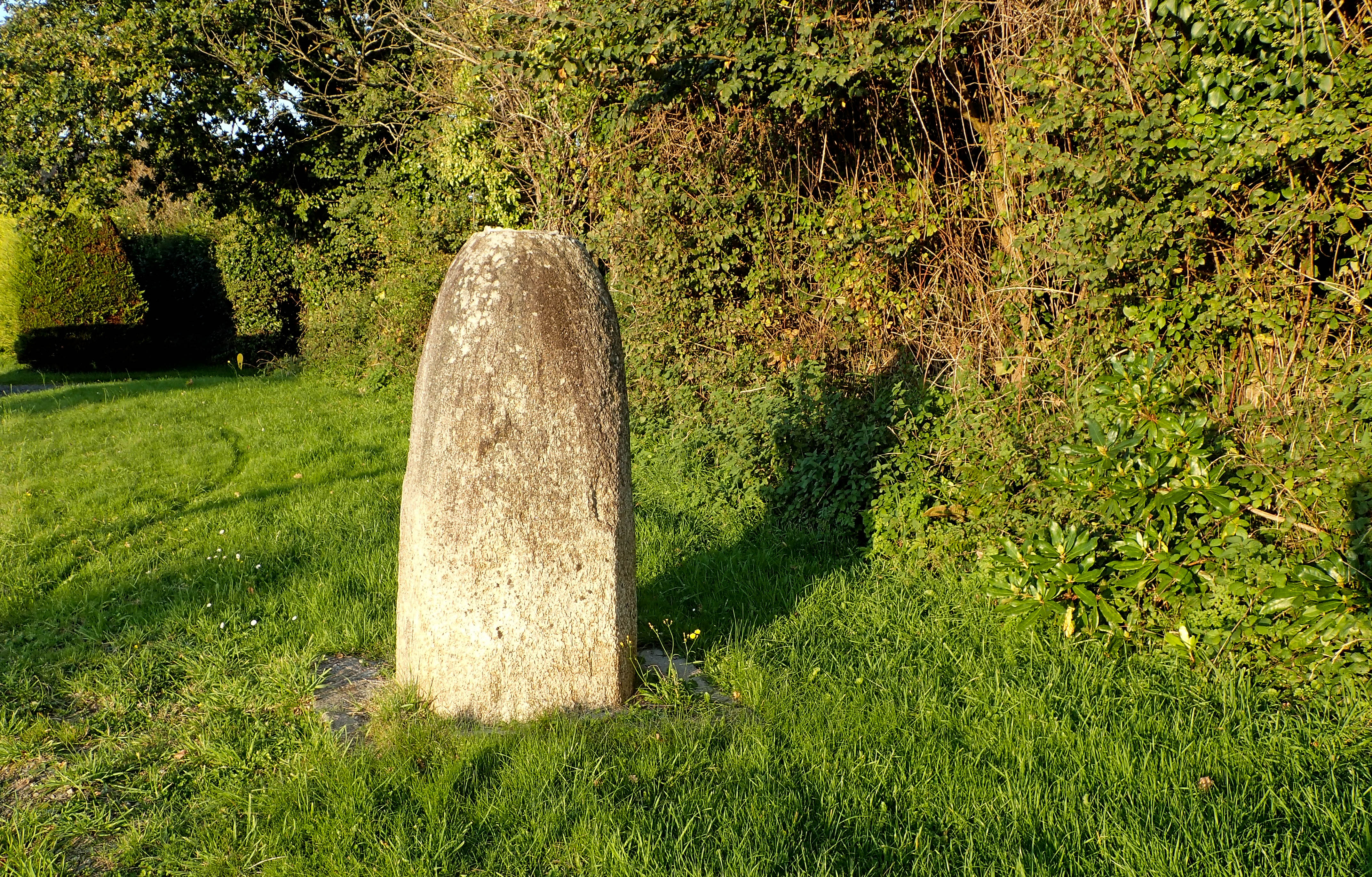
La stèle préhistorique du Cosquer.

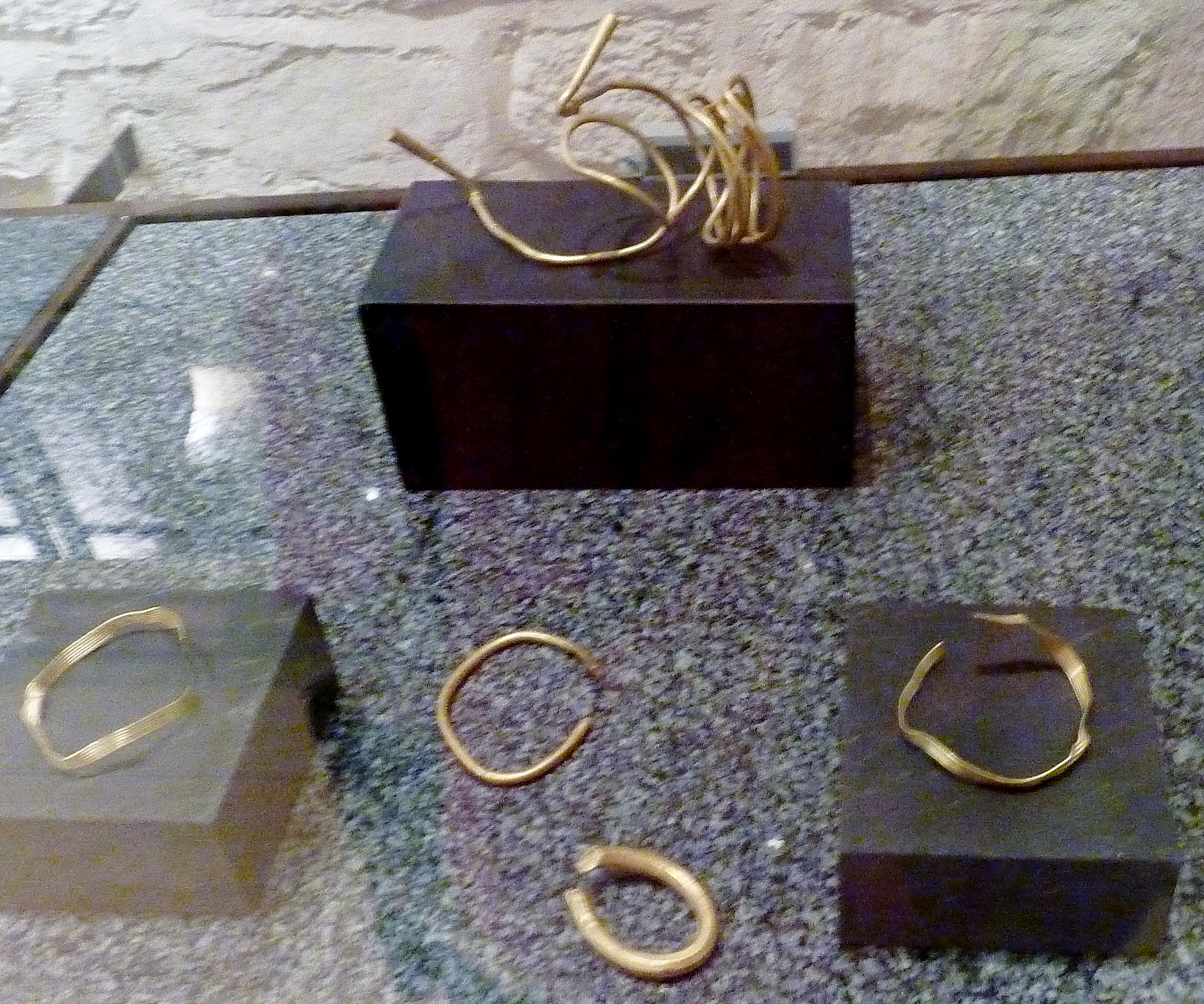
Bijoux en or trouvés en 2012 à Gouesnach (Musée départemental breton).

La présence d'un tumulus surmonté d'un dolmen effondré à Ty-Korn est attesté par E. Flagelle dans ses Notes archéologiques sur le département du Finistère publiées en 1877. Un éperon barré a été identifié à Saint-Cadou, sur un promontoire de la rive gauche de l'Odet, un autre éperon barré lui faisant face de l'autre côté de l'anse de Saint-Cadou, à Beg-ar-Chastel, dans l'ancienne commune d'Ergué-Armel.

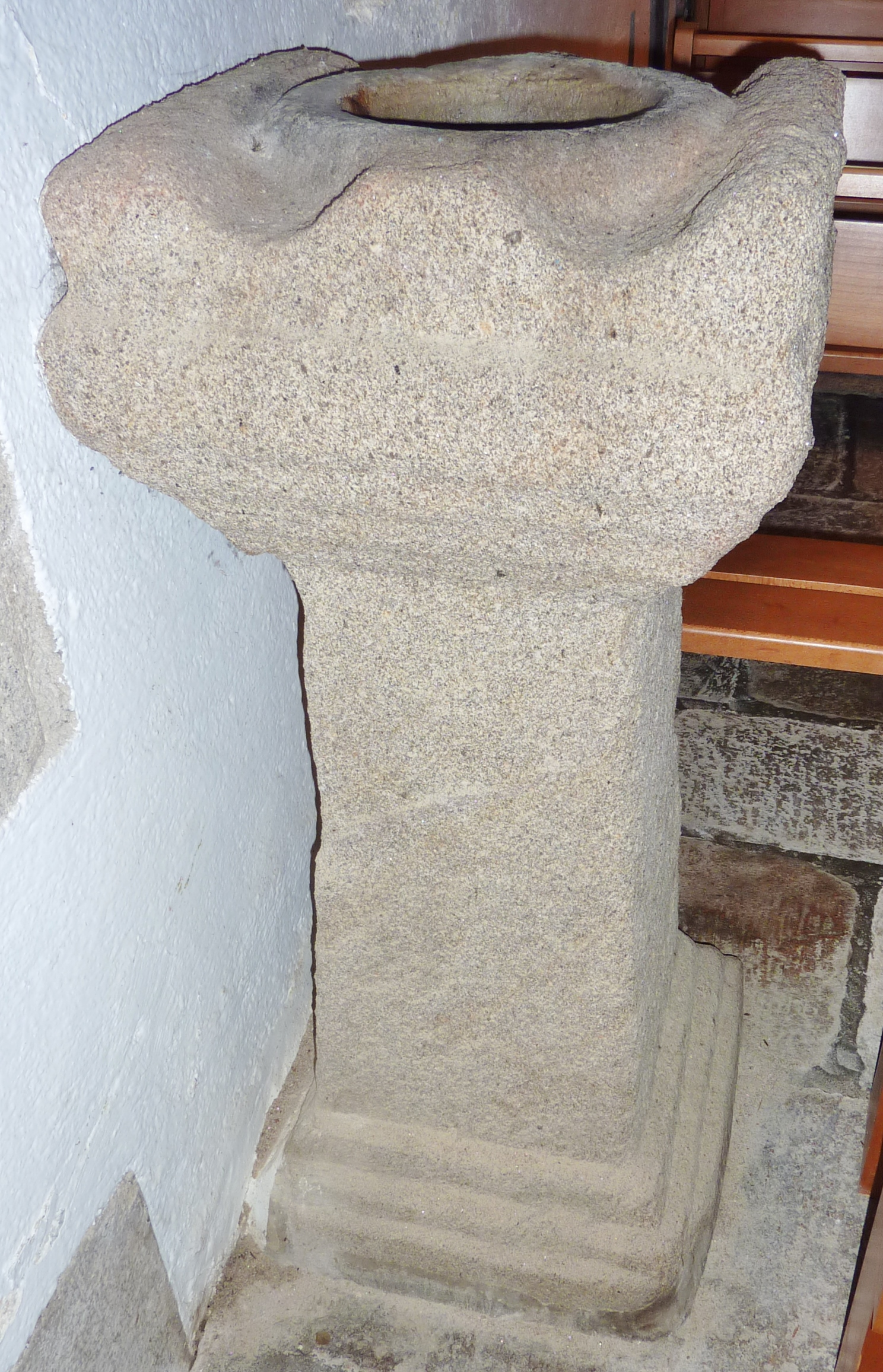
Gouesnach : église paroissiale Saint-Pierre, ancien autel païen gallo-romain reconverti en bénitier.

Cinq dépôts archéologiques de l'âge du bronze final ont été à ce jour identifiés à Gouesnach : à Lanhuron (découvert en 1868 par Le Men), Ménez Tosta (dépôt de fondeur, découvert en 1884 par un cultivateur de la commune) et trois dépôts découverts à Kergaradec.
Le site de Kergaradec, proche de la ria de l'Odet, fouillé par Muriel Fily en 2004, a livré des centaines de fragments d'armes (épées, racloirs, haches, etc.) d'outils (harnachements, pièces de chars, etc.) et de parures (bracelets, etc.), des lingots de cuivre et des déchets de métallurgie enfouis vers 900 av. J.-C., donc vers la fin de l'âge du bronze. Ces dépôts se situent à proximité d'une nécropole de la même époque, deux caveaux de l'âge du bronze se trouvant dans un champ voisin fouillé en 1972.
Un dépôt de bijoux en or comprenant un torque, deux bracelets, une ébauche et un « pré-produit », datant de l'âge du bronze final, ont été trouvés en 2012 non loin de l'Odet.
La presqu'île de confluence formée par la confluence de la rivière de Saint-Cadou avec l'Odet serait un ancien oppidum, probablement même un éperon barré ; un long retranchement large de 3 à 4 mètres et haut de 2 à 3 mètres, composé de pierres et de terre a été identifié côté terre par Yves Marie Le Men. Les Romains et Gallo-Romains avaient aussi créé au même endroit un camp retranché surveillant l'axe fluvial.
Plusieurs fouilles archéologiques ont révélé la présence de caches d'armes celtes antérieures à l'invasion romaine.
Les Romains  et Gallo-Romains ont laissé diverses traces d'occupation (tuiles du Ier siècle). Une saunerie a été identifiée à Keraing : le four fouillé par Paul du Chatellier contenait environ 400 augets [petites auges] emboîtés les uns dans les autres, ainsi que des vases romains.
Douze sépultures, datées entre la fin du IVe siècle et la fin du Ve siècle, ont été mises au jour près d'un tumulus de l'âge du bronze (fouille Stéphane Hingant).
Un ancien autel païen gallo-romain, stèle moulurée d'un peu plus de un mètre de hauteur, est réemployé comme bénitier dans l'église paroissiale Saint-Pierre.

### Moyen Âge
La période féodale a laissé peu de traces, même si des tessons de poterie ont été retrouvés, ainsi qu'un four à poterie sur la falaise de la rive gauche de l'Odet, près du hameau de Keraïgn, découvert, fouillé et décrit par l'abbé Floc'h, recteur de Gouesnach, en 1886 ; des vases furent trouvés. On peut noter que les familles Penfeuntenyo, Kersaluden et Lanhuron ont des droits de prééminence dans l'église paroissiale.

### Époque moderne

#### L'église paroissiale et les chapelles
Le clocher de l'église paroissiale est refait en 1740 (sa première pierre est posée le 10 avril 1740) et, le bâtiment antérieur menaçant ruine, le reste de l'église est reconstruit en 1775.
La fontaine proche de la chapelle Notre-Dame-du-Vray-Secours, construite à la fin du XVIIe siècle et dédicacée en 1729, aurait eu des vertus curatives connues dès le Haut Moyen Âge. La coutume voulait qu'elle guérisse les enfants invalides ou en retard physiologiquement.
Le grand pardon de saint Cadou se déroule fin septembre. Il était l'occasion de compétitions de lutte bretonne, car les lutteurs avaient pris pour patron le saint dont le nom signifie « combat » (breton kad).
Une légende purement locale prétend que saint Cadou aurait effectivement habité un ermitage à proximité de la chapelle ou plutôt de la proche chapelle du Pénity, disparue, or ce nom est souvent associé à l'habitat des saints (pénity signifie ermitage en langue bretonne).

#### La vie rurale
Les paysans étaient astreints aux corvées : par exemple une ordonnance du 22 mars 1717, les habitants des paroisses d'Ergué-Armel, Saint-Évarzec, Clohars-Fouesnant, Gouesnac'h et Pleuven « se rendront au nombre de vingt hommes de chaque paroisse, et chaque jour alternativement suivant les rôles qui seront à cette fin arrêtés » pour réparer un tronçon du « chemin de la ville de Quimper à celles de Concarneau et Rosporden » jusqu'à ce que les réparations « soient finies et parfaites » ; les paysans devaient aussi souvent participer à des transports (par exemple de bois depuis la forêt de Carnoët) liés aux arsenaux de Brest et Lorient.
Des "baux à palmage" étaient alors signés entre paysans : l'un d'entre eux, à titre d'exemple, signé le 22 avril 1781 entre Jean Le Mœm et sa femme Marie Le Timen, habitant Treffelen en Gouesnac'h d'une part, Yves Nédellec et sa femme Anne Nédélec, habitant Créac'h-Morvan en Clohars-Fouesnant d'autre part, est retranscrit dans un Bulletin de la Société archéologique du Finistère. En voici quelques extraits :

« Entre lesquelles parties est reconnu que lesdits Jean Le Mœm et sa femme, comme fermiers dudit lieu de Treffelen, sous ledit Yves Nédélec, tiennent en leur pocession et saizinne à titre de palmage, m'y croît et perte, suivant l'usement du canton, de et sous ledit Nédellec acceptant, les bestiaux c'y après, scavoir : deux bœufs à labeurs, l'un rouge et l'autre blanc, estimés cent-quatre-vingt-quinze livres ; deux torillons de deux ans estimés soixante-quinze livres ; une vache hors d'âge, garre noir, prisée trente-trois livres ; une autre vache, garre jaune, avec son veau, prisés quarante-cinq livres ; une vache garre rouxane, âgée de cinq ans, prisée quarante-cinq livres ; [etc.], un cheval, garre rouge, prisé quarante-cinq livres, (...) ; faisant les dites sommes ensemble un capital de six-cent-cinquante-trois livres. (...) Lesdits Jean Le Mœm et femme promettent et s'obligent de bien nourrir, soigner, garder et conserver en bon père de famille sans les pouvoir vendre, prêter, n'y échanger, sans l'exprès consentement dudit Yves Nédélec, auquel les bestiaux seront représentés, à sa première réquisition, pour être réestimés. La somme principale prélevée, les profits, s'il s'en trouve, être partagés de moitié et, en cas de perte, être supportée à la susdite raison ; conditionné entre les parties que ledit Le Mœm et femme ne pourront nourrir d'autre bétail leur appartenant, sur les héritages dudit lieu de Treffelen. »

#### Les seigneurs de Lanhuron
La famille Bobet (ou De Bobet) était seigneur de Lanhuron. Briant Bobet est le premier membre de cette famille à avoir laissé une trace dans l'histoire, il était un des gentilshommes de la compagnie de Jean Ier de Rieux en 1351. Pierre Bobet fut lieutenant au siège présidial de Quimper à la fin du XVIIe siècle et un "Bobet de Lanhuron" fut tué en 1754 lors de la bataille de Saint-Cast. Cette branche de la famille Bobet semble s'être éteinte lors de la Révolution française, mais une autre branche fut seigneur de la Renardière près d'Ancenis.

#### Gouesnach vers 1778
En 1759 la paroisse de Gouesnac'h devait chaque année fournir 8 hommes pour servir de garde-côtes.
Jean-Baptiste Ogée, dans son "Dictionnaire historique et géographique de la province de Bretagne", publié entre 1778 et 1780, écrit : 

« Gouesnach, dans un fond, sur la rivière d'Odet ; à deux lieues et demi de Quimper, son évêché et sa subdélégation, (...) ressortit du siège royal de Concarneau. On y compte 600 communiants (...). Son territoire, terminé au Sud par la mer, et à l'Ouest par la rivière d'Odet, est très fertile et produit des moissons abondantes. Il est plein de vallons et de monticules, qui y répandent une agréable variété ; il est d'ailleurs cultivé avec beaucoup de soin. (...) En 1680, les fiefs de Bodineau, Pleumieux, Coët-conq et Lieuron-de-Penfentenus furent unis et érigés en baronnie sous les noms de Chantefavic, de Chef-Fontaine, avec haute, moyenne et basse-justice, à M. de Chef-Fontaines. (...) Ses maisons nobles sont Kergos et Lanhuron. »

### Révolution française
Le cahier de doléances rédigé par les paroissiens de Gouesnach écrit : 

« (...) Demandons que le Roi, notre bon Roi, conserve et maintienne son autorité dans le royaume. Nous plaignons des corvées et servitudes féodales trop étendues et trop onéreuses. Nous plaignons de l'inégalité de la répartition des impôts. (...) Que dans [l]es assemblées, nos représentants soient en nombre au moins égal à celui des autres ordres, et leurs vœux y soient comptées par tête. Que notre liberté soit aussi sacrée que celle des seigneurs. Que tous les impôts soient à l'avenir supportés d'une manière égale par tous, à proportion de la fortune. Que la justice soit approchée des justiciables et rendue moins coûteuse. »

Le décret de l'Assemblée nationale du 16 août 1791 précise que hors la ville, les paroisses du district de Quimper sont réduites à 18. Parmi elles, « Clohars, qui aura pour succursales les ci-devant paroisses de Goefnac [Gouesnac'h], Pleuven et Perguet [Bénodet actuellement] ». Ce découpage ne fut que provisoire et non repris lors de la création des communes  par le décret de la Convention nationale du 10 brumaire an II (31 octobre 1793).
François-Marie Saint-Jalmes, recteur de Gouesnach à partir de 1786, prêta le 11 février 1790 le serment de fidélité à la Constitution civile du clergé, devint procureur de la commune de Gouesnach, puis fut recteur de Mellionnec. Après s'être marié dans cette commune et avoir eu plusieurs enfants, il fut fusillé par les Chouans vers la fin de l'année 1798.

### LeXIXesiècle

#### Les incidents de 1865

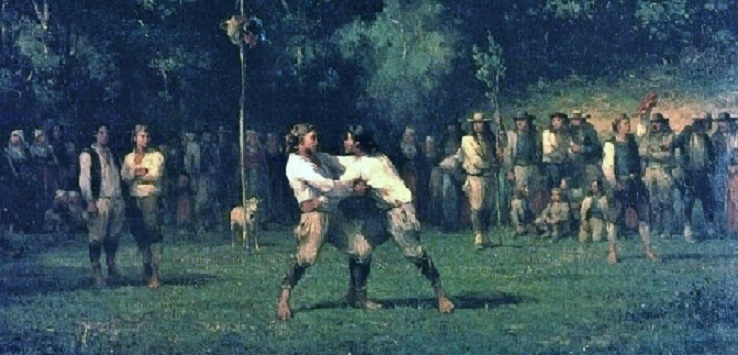
Adolphe Leleux : Jour de fête en Cornouaille [Lutteurs de Basse-Bretagne] (1864). Le peintre s'est probablement inspiré des lutteurs du pardon de Saint-Cadou.

En 1865, de graves incidents se produisirent à l'occasion du tournoi de lutte bretonne (gouren en breton) organisé traditionnellement chaque année lors du pardon de la chapelle de Saint-Cadou. Des Bigoudens venaient y participer et cheminaient en longeant depuis Sainte-Marine la rive droite de l'Odet jusqu'à hauteur de la chapelle ; ils traversaient alors la ria à la nage, en portant leurs vêtements sur leur tête, jusqu'à la cale de Pors ar Gwin. Lassés d'être chaque année battus par eux, les gars de Gouesnac'h, montés sur des canots, les attendirent cette année-là au milieu du fleuve et les assommèrent à coups de penn-baz (bâtons) ; une demi-douzaine d'entre eux se noyèrent, les autres parvenant à rejoindre la berge tant bien que mal. On ne trouva jamais les coupables ! Mais le préfet du Finistère interdit alors le tournoi pour « troubles à l'ordre public ».
Le recteur de Gouesnach s'avisa alors de supprimer le pardon ; la chapelle resta fermée et sans entretien, ce qui entraîna la chute de la couverture et du lambris sur equel étaient peintes de curieuses scènes de la vie de saint Cadou. Devant la consternation générale, la chapelle fut restaurée et le pardon rétabli, mai les dégâts survenus furent irréversibles.
Par contre en 1881, des lutteurs « de Gouesnach et de Saint-Cadou  (sic), vingt couples de gaillards aux larges épaules et aux membres robustes », participèrent à Paris à une "Fête des sauveteurs bretons" organisée place du Châtelet à Paris.
Le tournoi de Saint-Cadou resta interdit pendant un siècle jusqu'en 1965. Mais les combats continuèrent malgré l'interdiction : par exemple le journal Le Matin du 28 octobre 1936 écrit :

« Tous les ans, aux premiers jours d'automne, se déroule (...) le pardon de Saint-Cadou (...). Des luttes ont lieu en cette occasion car saint Cadou, que l'on fête, est reconnu depuis les temps les plus lointains comme le patron des lutteurs. En ces temps, chaque commune des environs désignait son meilleur lutteur pour les combats de la Saint-Cadou, dont le vainqueur emportait pour prix de sa victoire une chemise en grosse toile de lin écru, ou bien quelques mouchoirs d'une étoffe moins rigide. Ces luttes ont conservé leur attrait d'antan et, cette année encore, on a vu tous les lutteurs du pays de Fouesnant se livrer des combats devant une foule d'amateurs régionaux et aussi de touristes, malgré la saison avancée. Après les luttes, eurent lieu des danses, avec flots de rubans »

#### La récolte du goémon
Un arrêté municipal en date du 19 septembre 1886 limite à la période du 13 octobre au 30 novembre, seulement entre le lever et le coucher du soleil, la cueillette du goémon d'épave, alors très utilisé comme engrais par les paysans.

### LeXXesiècle

#### Gouesnach vers 1900

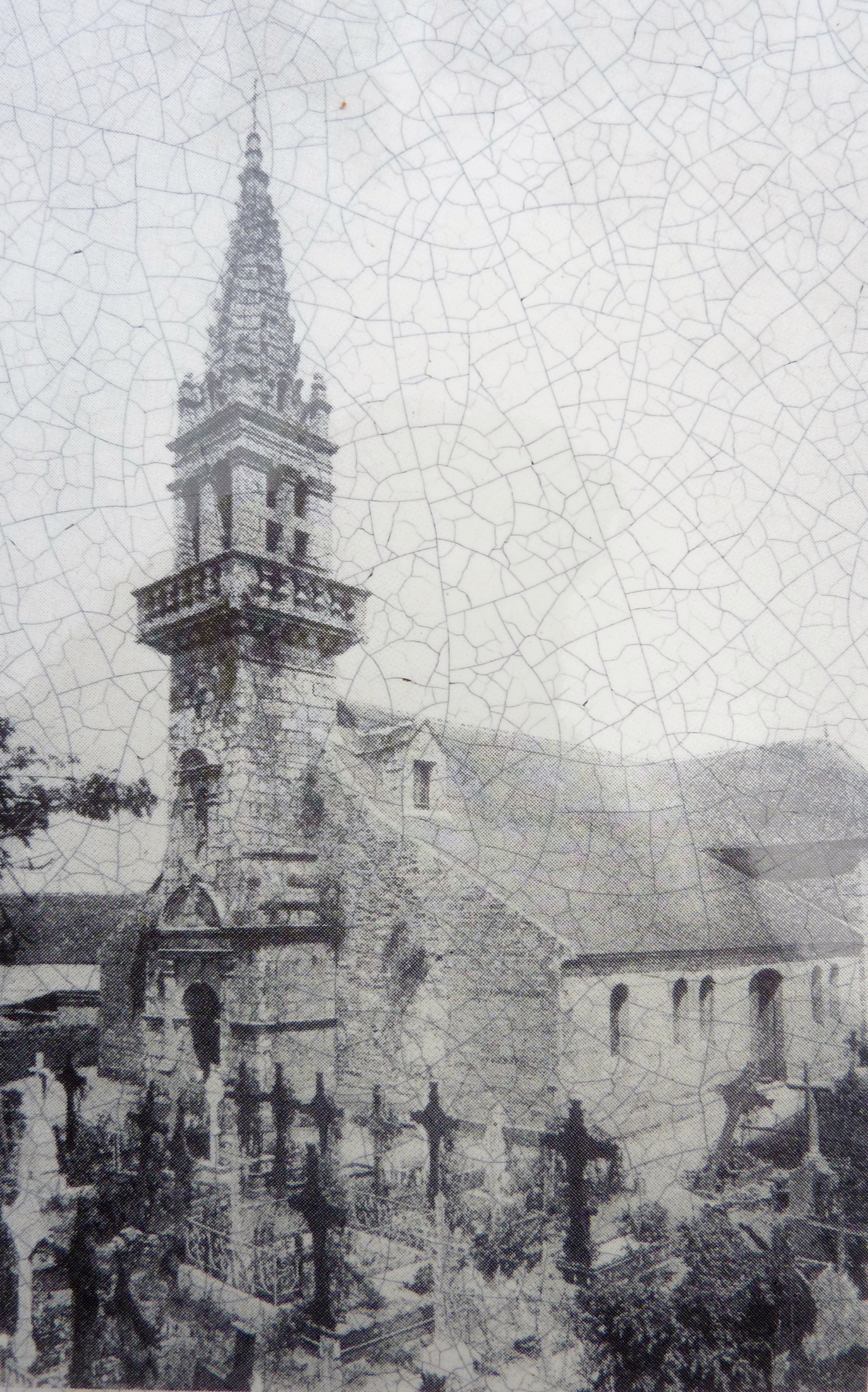
L'église paroissiale Saint-Pierre vers 1900, entourée du cimetière

Jean Varenne a décrit la vie municipale et sociale de Gouesnach lors de la Belle Époque dans un numéro de la revue Foën Izella. Gouesnach disposait alors de deux écoles, une de garçons et une de filles, cette dernière, dirigée par les religieuses de Kermaria, était construite sur un terrain appartenant à Madame de La Sablière qui la louait pour un franc symbolique par an ; l'école des garçons par contre appartenait à la commune : elle compte en 1901 74 élèves dans une seule classe qui ne peut en théorie en contenir que 40, d'où la décision prise cette année-là de construire une seconde classe. De nombreux adultes restaient encore illettrés (le 18 mai 1884 par exemple, le maire signe à la place de 5 conseillers municipaux, sur 12 présents, incapables de le faire).
Les chemins étaient alors dans un état déplorable : celui desservant Pors-Guen, « le plus important au point de vue de la circulation » présente des virages dangereux, mais son aménagement est différé en raison des difficultés financières de la commune (délibération du 13 mai 1894 ; celui desservant l'anse de Pors-Keraign était très fréquenté en raison des transports d'engrais marins (de nombreux habitants de Gouesnach travaillaient alors sur les bateaux sabliers de l'Odet qui allaient chercher du maërl dans les parages de l'archipel des Glénan), mais leur charroi était devenu impossible au sortir de la grève est-il écrit dans une délibération du conseil municipal du 11 février ; le chemin en direction de Quimper est impraticable en raison des ornières et nids de poules, particulièrement dans sa partie située sur le territoire de la commune de Pleuven entre Lesquidic et le Moulin du Pont : le conseil municipal déclare le 13 juin 1909 : « D'ici peu, les habitants de Gouesnach ne pourront plus se rendre à Quimper ».
L'hygiène laissait alors beaucoup à désirer. Les habitants du bourg s'approvisionnaient en eau au puits du presbytère, mais son eau était polluée, souillée par des infiltrations provenant du cimetière proche, qui était alors situé autour de l"église ; de plus il tarissait en période de grande sécheresse. un nouveau puits fut creusé en 1909.
En 1888 et 1899, l'église paroissiale Saint-Pierre, trop exiguë pour recevoir tous les fidèles, est agrandie (ce qui nécessite le déplacement du cimetière) selon les plans de Jean-Marie Abgrall, les bas-côtés nord, puis sud étant successivement reculés et un vicaire est nommé en 1900 pour aider le recteur en place, même si le vicariat n'est officiellement créé qu'en 1904. Un legs fait par une paroissienne permet en 1893 l'installation d'une horloge sur le clocher de l'église.
En réponse à une enquête épiscopale organisée en 1902 par François Dubillard, évêque de Quimper et de Léon en raison de la politique alors menée par le gouvernement d'Émile Combes contre l'utilisation du breton par les membres du clergé, le recteur de Gouesnach, l'abbé Robinaud, écrit : « Toutes les instructions paroissiales se font en breton, et jamais en français » ; il ajoute que « les religieuses parviennent à grand'peine à leur apprendre [aux enfants] quelques mots de français ».
En septembre 1908 des inconnus abattirent une croix ancienne qui se trouvait en face de l'église de Gouesnach.
Lors de la querelle des inventaires, les paroissiens de Gouesnach mirent en échec une première tentative en mars 1906, mais cet inventaire fut effectué plus tard. Le Journal Officiel du 9 décembre 1909 attribue à la commune de Gouesnach tous les biens qui avaient appartenu à la fabrique de l'église de Gouesnach.

#### La Première Guerre mondiale

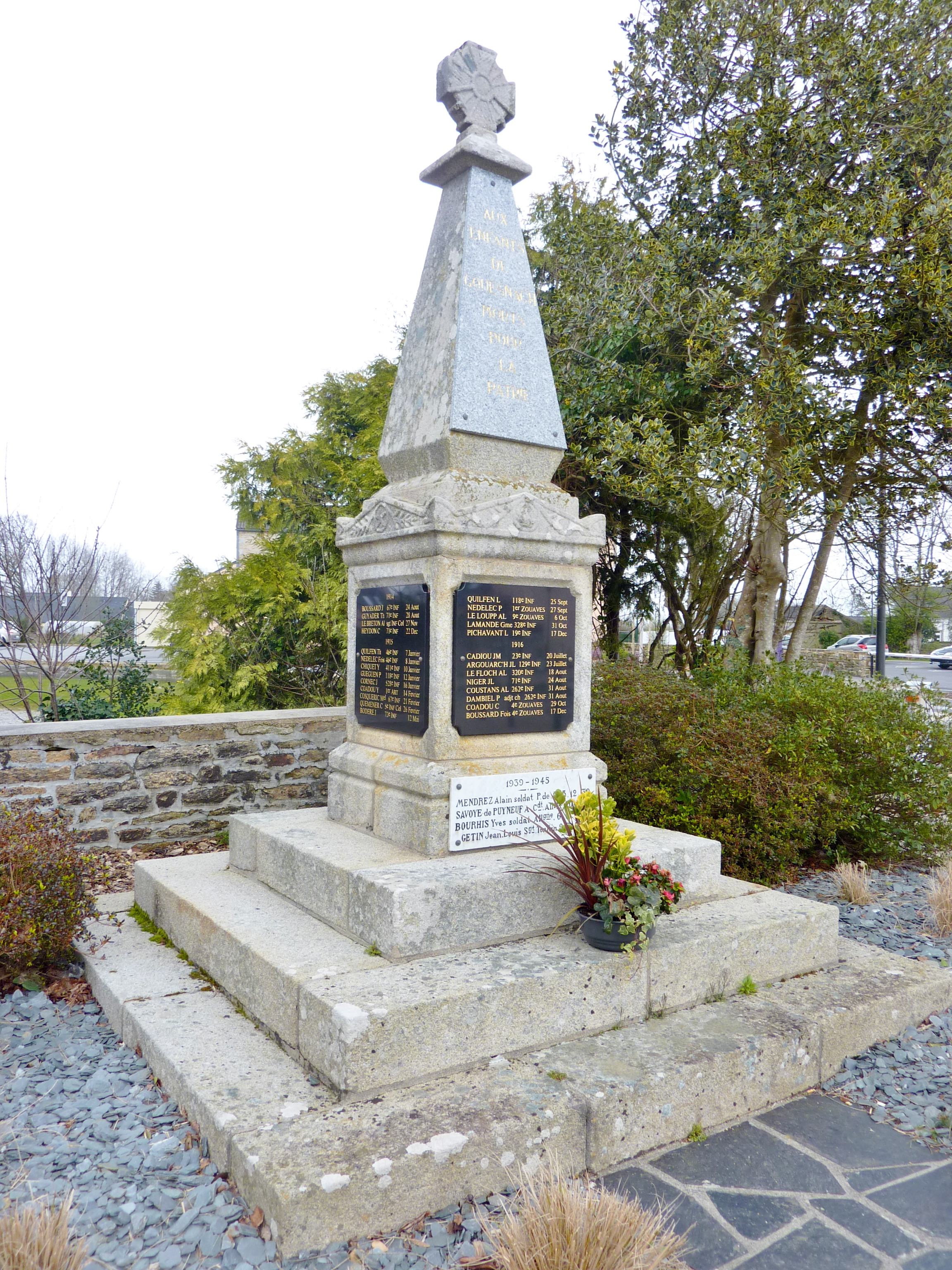
Le monument aux morts de Gouesnach

Le monument aux morts de Gouesnach porte les noms de 39 soldats originaires de la commune morts pour la France pendant la Première Guerre mondiale ; parmi eux, un au moins (Corentin Quemener) était un marin disparu en mer ; un (Yves Bourgot) est mort en Belgique, la plupart des autres sont décédés sur le sol français dont Pierre Dambiel, décoré de la médaille militaire et de la croix de guerre à titre posthume et Alain Coustans, tué le même jour au même endroit. Yves Chiquet, soldat du 97e régiment d'infanterie , titulaire de la Croix de guerre, est signalé disparu le 4 janvier 1917 ; son frère Isidore Chiquet avait été tué le 1er octobre 1915. Deux autres frères, Thomas et Louis Quilfen ont également été tués pendant cette guerre.
Précédemment, François Cosquéric, clairon, marin, fit partie des soldats français tués lors de l'expédition française en Chine dans le cadre de l'Alliance des huit nations pendant la révolte des Boxers en 1900-1901.

#### L'Entre-deux-guerres
Le premier téléphone est installé à Gouesnach, chez un commerçant du bourg, Alain Quéméré, en 1919. Un syndicat intercommunal pour l'installation d'un réseau électrique est constitué en 1928, mais l'électrification ne fut réalisée dans l'ensemble de la commune qu'après la Seconde Guerre mondiale ; de même pour le réseau d'adduction d'eau potable.

#### La Seconde Guerre mondiale
Un maquis du groupe Vengeance, animé par Louis Nicolas, se tint dans la zone de Prat ar Guip, Pors-Meilloù, Pen Prat.
Le monument aux morts de Gouesnach porte les noms de quatre soldats originaires de la commune mortes pour la France pendant la Seconde Guerre mondiale : Alain Mendrez, soldat, décédé le 3 décembre 1939 ; Yves Bourrhis, soldat, décédé le 6 février 1942 ; Jean Getin, sergent, décédé le 9 mars 1945 ; Alain Savoye de Puyneuf, commandant, décédé en captivité en Allemagne le 20 novembre 1941 à Oppelin en Haute-Silésie
François Gouzien, un jeune cultivateur de la ferme de Kéranroux en Clohars-Fouesnant, mais né à Gouesnach le 2 septembre 1920, après un incident qui avait provoqué la chute d'un soldat cycliste allemand dans le bourg de Fouesnant, fut interné à la prison Saint-Charles de Quimper, puis déporté successivement aux camps de concentration d'Hinzert, puis de Dachau où il mourut le 30 septembre 1944.
Yves de Cambourg, administrateur de La Bretagne, fut assassiné par des résistants le 26 juillet 1944 à Gouesnach.

### LeXXIesiècle

#### Une croissance désormais ralentie
Gouesnach a gagné 2 000 habitants en 50 ans entre 1968 et 2018 ; sa croissance va être désormais ralentie car il y a peu de terrains constructibles disponibles car les abords de l'Odet sont protégés, la commune est enclavée et les habitants désirent conserver leur quiétude comme l'illustre les oppositions à l'extension du camping de Pors Keraign. En 2018 seuls 9 permis de construire ont été délivrés à Gouesnac'h.

#### La crise municipale de 2023
La démission des membres de la majorité municipale, qui reprochaient au maire Jean-Pierre Marc ses méthodes autoritaires et solitaires entraîne une dissolution du conseil municipal et de nouvelles élections : la liste du maire sortant (composée de nouveaux membres) l'emporte au 2ème tour avec 42,38 % des voix, devançant la liste des anciens membres de la majorité municipale menée par Pierre-Yves Guillermou (35,78 % des voix) et celle qui était déjà dans l'opposition auparavant menée par Patrick Malaviale (21,84 % des voix).
Le 18 mars 2025, le maire Jean-Pierre MARC faisait publier une "délibération du maire" stipulant que 4 de ses adjoints avaient perdu leur délégation et leur droit de signature.

## Politique et administration

### Politique de développement durable
La commune a engagé une politique de développement durable en lançant une démarche d'Agenda 21 en 2001.

### Jumelages
Gouesnach est jumelé avec Venthon (Savoie) et Eyrecourt en Irlande.

## Population et société

### Démographie
L'évolution du nombre d'habitants est connue à travers les recensements de la population effectués dans la commune depuis 1793. Pour les communes de moins de 10 000 habitants, une enquête de recensement portant sur toute la population est réalisée tous les cinq ans, les populations de référence des années intermédiaires étant quant à elles estimées par interpolation ou extrapolation. Pour la commune, le premier recensement exhaustif entrant dans le cadre du nouveau dispositif a été réalisé en 2004.

En 2022, la commune comptait 2 765 habitants, en évolution de +0,14 % par rapport à 2016 (Finistère : +2,16 %, France hors Mayotte : +2,11 %).
| 1793 | 1800 | 1806 | 1821 | 1831 | 1836 | 1841 | 1846 | 1851 |
| ---- | ---- | ---- | ---- | ---- | ---- | ---- | ---- | ---- |
| 465  | 512  | 447  | 548  | 643  | 631  | 636  | 688  | 621  |

| 1856 | 1861 | 1866 | 1872 | 1876 | 1881 | 1886  | 1891  | 1896  |
| ---- | ---- | ---- | ---- | ---- | ---- | ----- | ----- | ----- |
| 730  | 725  | 829  | 796  | 831  | 844  | 1 013 | 1 048 | 1 113 |

| 1901  | 1906  | 1911  | 1921  | 1926  | 1931  | 1936 | 1946 | 1954 |
| ----- | ----- | ----- | ----- | ----- | ----- | ---- | ---- | ---- |
| 1 123 | 1 178 | 1 150 | 1 077 | 1 077 | 1 081 | 998  | 950  | 894  |

| 1962 | 1968 | 1975  | 1982  | 1990  | 1999  | 2004  | 2006  | 2009  |
| ---- | ---- | ----- | ----- | ----- | ----- | ----- | ----- | ----- |
| 901  | 835  | 1 134 | 1 487 | 1 769 | 2 119 | 2 347 | 2 445 | 2 535 |

| 2014  | 2019  | 2022  | - | - | - | - | - | - |
| ----- | ----- | ----- | - | - | - | - | - | - |
| 2 734 | 2 786 | 2 765 | - | - | - | - | - | - |

Commentaire : La population de Gouesnach a été multipliée par 5,64 en un peu plus de deux siècles, de 1793 à 2012, mais son évolution dans le temps est contrastée : en augmentation modérée tout au long du XIXe siècle (la population de la commune fait un peu plus de doubler pendant ce siècle, gagnant 658 habitants entre 1793 et 1901, un pic démographique étant atteint en 1906 avec 1178 habitants ; par contre, frappée par l'exode rural, la population décline lentement mais régulièrement pendant les deux premiers tiers du XXe siècle, perdant 343 habitants entre 1906 et 1968 (- 29, 1 % en 62 ans) ; par contre la commune connaît un essor démographique spectaculaire pendant les trois dernières décennies du XXe siècle et le début du XXe siècle, gagnant 1788 habitants entre 1968 et 2012 (+ 214,1 % en 44 ans) en raison de la périurbanisation (la commune est proche de Quimper et les migrants pendulaires sont nombreux : en 2012, 87,3 % des actifs de la commune travaillaient ans une autre commune que Gouesnach, la commune étant principalement une ville-dortoir) et de son attractivité littorale en raison de la ria de l'Odet, même si les résidences secondaires y sont assez peu nombreuses (10,4 % du total des logements en 2012), la commune n'étant pas une station balnéaire et n'étant pas véritablement touristique même si elle dispose de deux terrains de camping disposant en tout de 160 emplacements.
La population augmente grâce à un excédent naturel constamment positif depuis plusieurs décennies (+ 0,4 % l'an pour la période 2207-2012) ; de 2007 à 2014 inclus, la commune a enregistré 228 naissances domiciliées et 159 décès (en 2013, 30 naissances et 23 décès) ; en conséquence son taux d'accroissement naturel est positif, le taux de natalité (11,2 pour mille entre 2007 et 2012) étant nettement supérieur à son taux de mortalité (6,9 pour mille entre 2007 et 2012) ; mais l'augmentation démographique est principalement due à une immigration nette assez importante, même si elle tend à se ralentir (+ 4,4 % l'an entre 1968 et 1975, + 1,8 % l'an entre 1982 et 1990, + 0,8 % l'an entre 2007 et 2012). La population de la commune est relativement jeune (les 0 à 19 ans représentent en 2012 24,7 % de la population totale et les 65 ans et plus 19,2 %). En raison de son essor démographique récent, le parc immobilier est en moyenne assez récent (41,7 % des logements, essentiellement des maisons individuelles : 97 % du total des logements), ont été construits entre 1991 et 2009 selon une statistique datant de 2010. En 2013, 23 permis de construire ont été déposés.
La population communale atteignait 2 654 habitants au 1er janvier 2014. La densité de population atteint 153,7 hab. par km² en 2012 alors qu'elle n'était que de 48,9 hab. par km² en 1968.

### Enseignement
Gouesnach est située dans l'académie de Rennes.
La ville possède deux écoles, à la fois écoles maternelles et  écoles élémentaires, l'école publique de l'Odet et l'école privée Notre-Dame-des-Victoires.

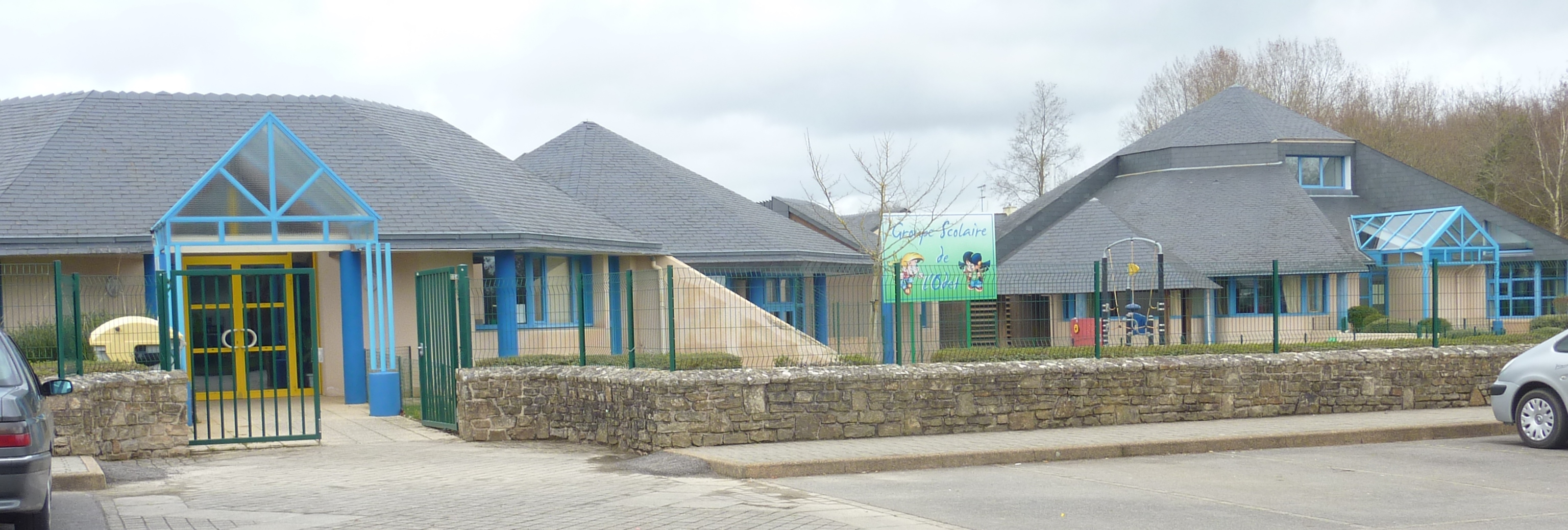
le groupe scolaire public de l'Odet
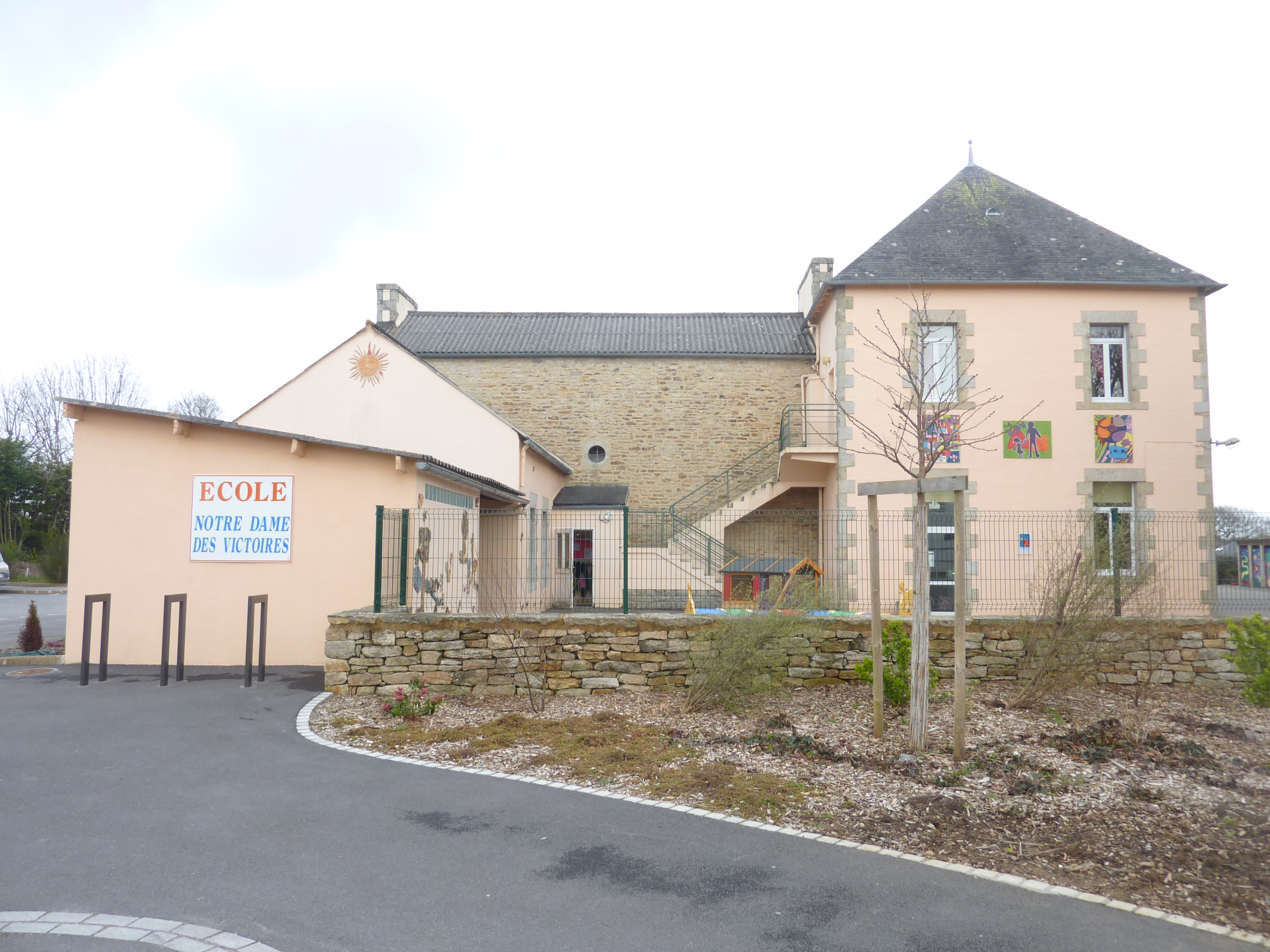
l'école primaire privée Notre-Dame-des-Victoires

### Santé
La commune dispose d'un cabinet médical dans lequel deux médecins exercent en 2015, ainsi que d'une pharmacie.

## Économie
La polyculture et l'élevage ont toujours été prédominants et l'existence d'un fabricant de cidre traditionnel (« Les Vergers de Kermao ») bénéficiant de l'A.O.C. cidre de Cornouaille montre que le pommier y est toujours cultivé.

## Culture locale et patrimoine

### Lieux et monuments

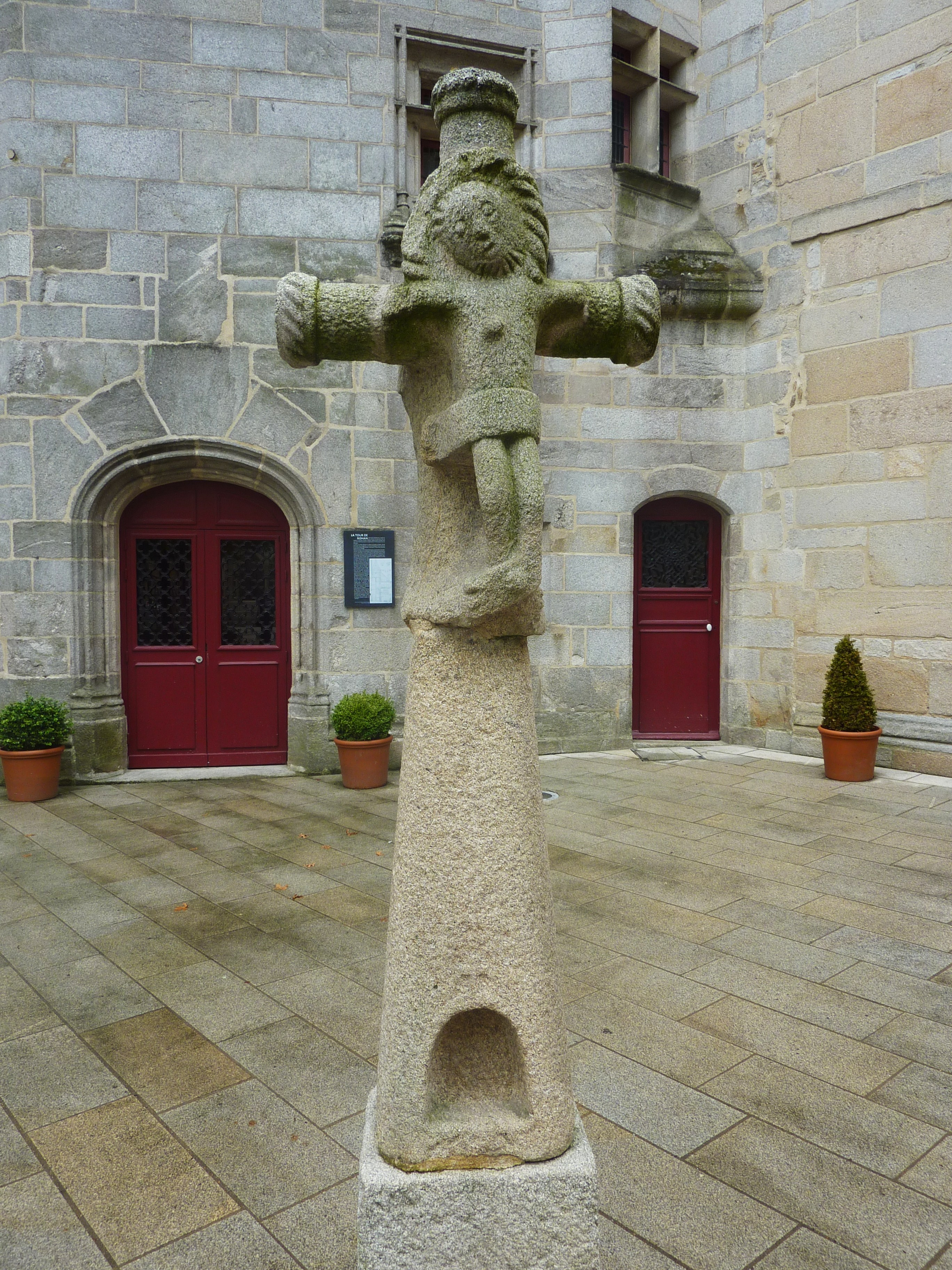
Le calvaire de Gouesnac'h (XVe siècle), exposé au musée breton de Quimper.

- Le calvaire, qui date du XVe siècle, se trouve désormais au Musée départemental breton de Quimper
- L'église paroissiale Saint-Pierre-et-Saint-Paul (1630 à fin XIXe siècle) : son clocher possède une base de style Louis XIII avec un clocher à balustres entourant la chambre des cloches ; son porche, avec son tympan en plein cintre, est surmonté d'une niche à coquille contenant une Vierge à l'Enfant[30] ; ses fonts baptismaux datent du XVIIe siècle ou du XVIIIe siècle. Les piliers et les arcades datent du XVIIIe siècle. Des statues de saint Jean-Baptiste, saint Roch, saint Cado, saint Alain, saint Gildas, saint Maudez, sainte Barbe, sainte Marguerite et sainte Catherine se trouvent dans l'église[20]. Un ancien autel païen, d'époque romaine, transformé en bénitier, se trouve également dans l'église[106].

L'église
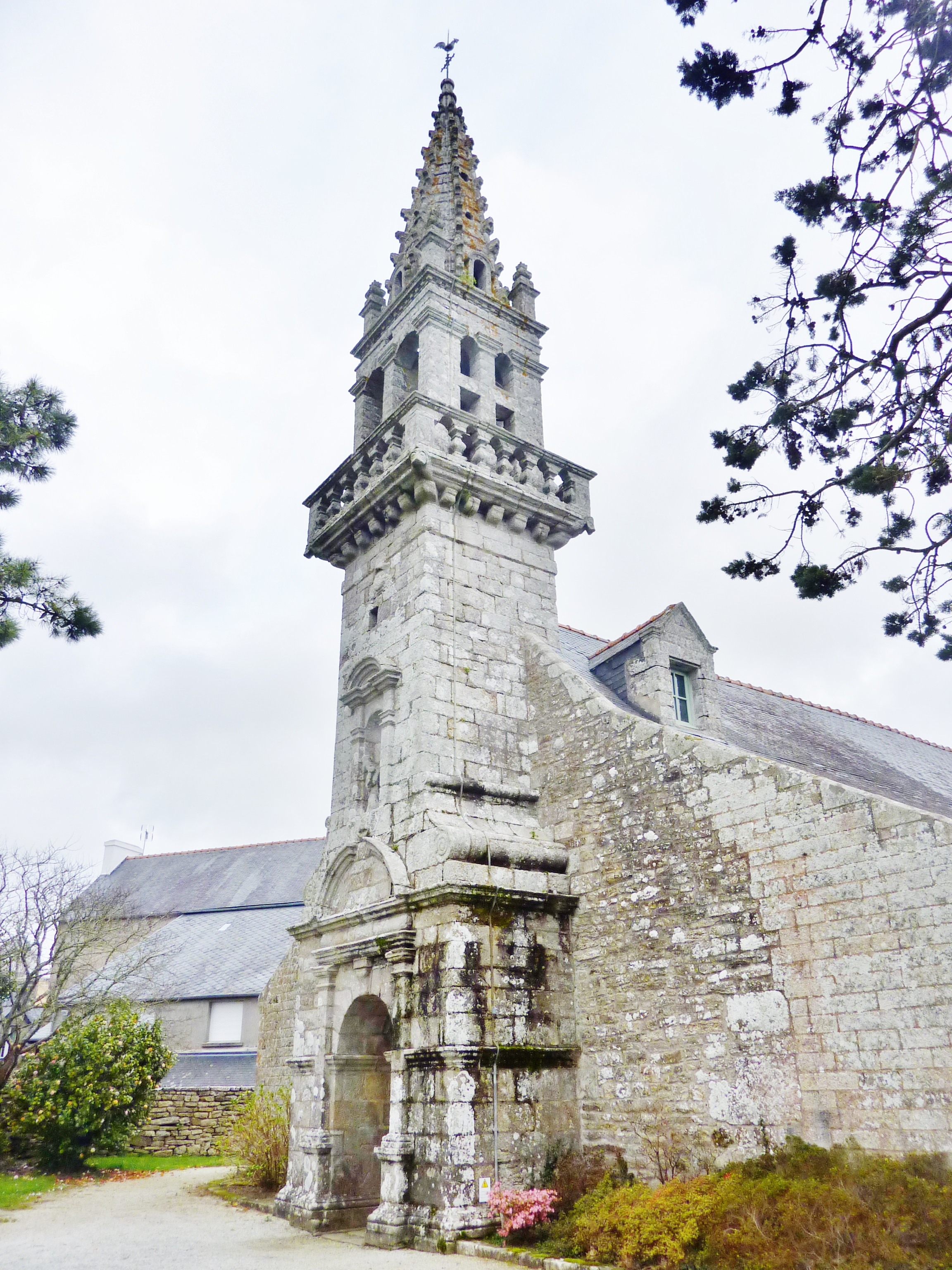
La façade et le clocher.
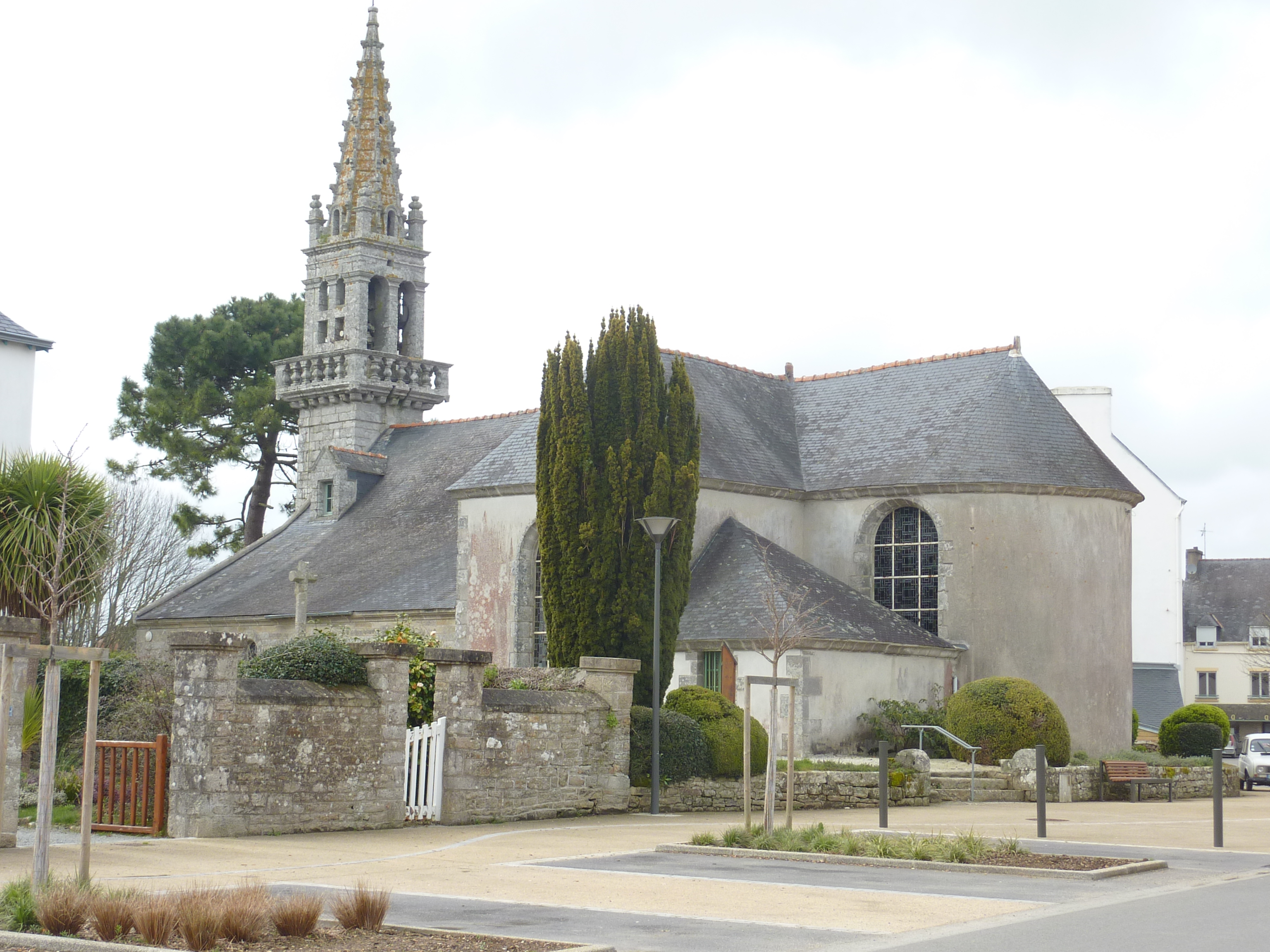
Le chevet.
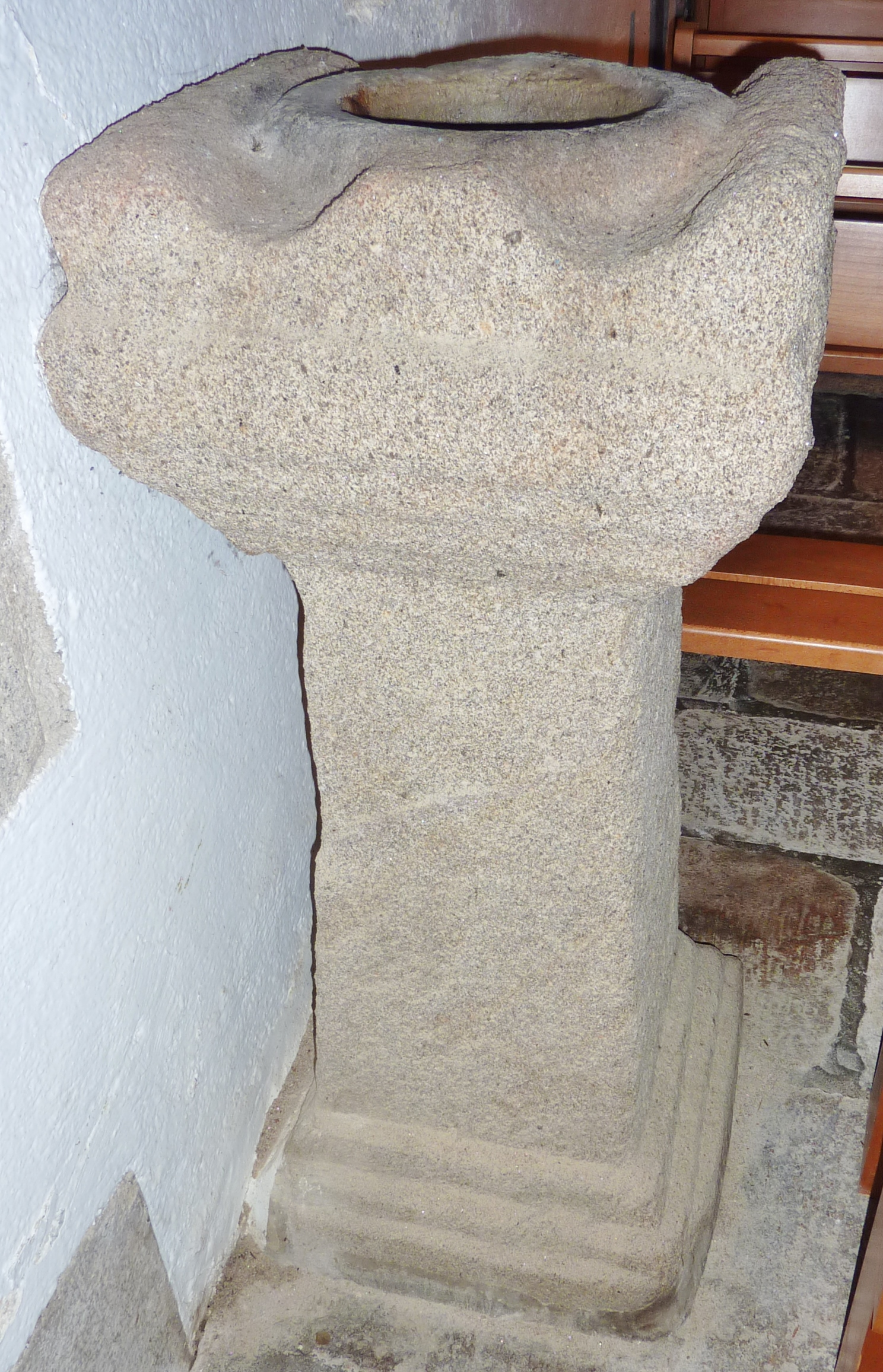
Ancien autel païen gallo-romain reconverti en bénitier.
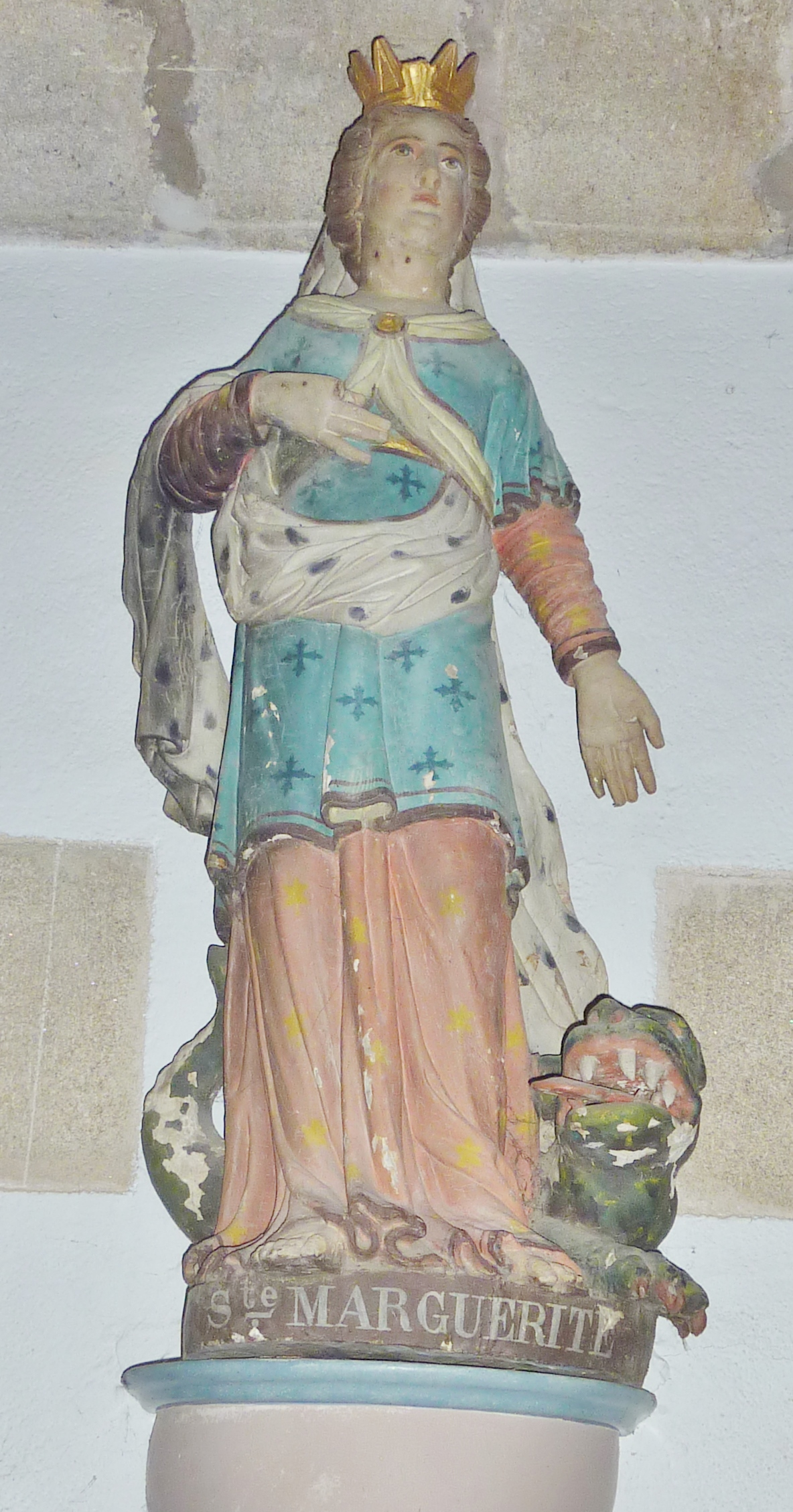
Statue de sainte Marguerite.

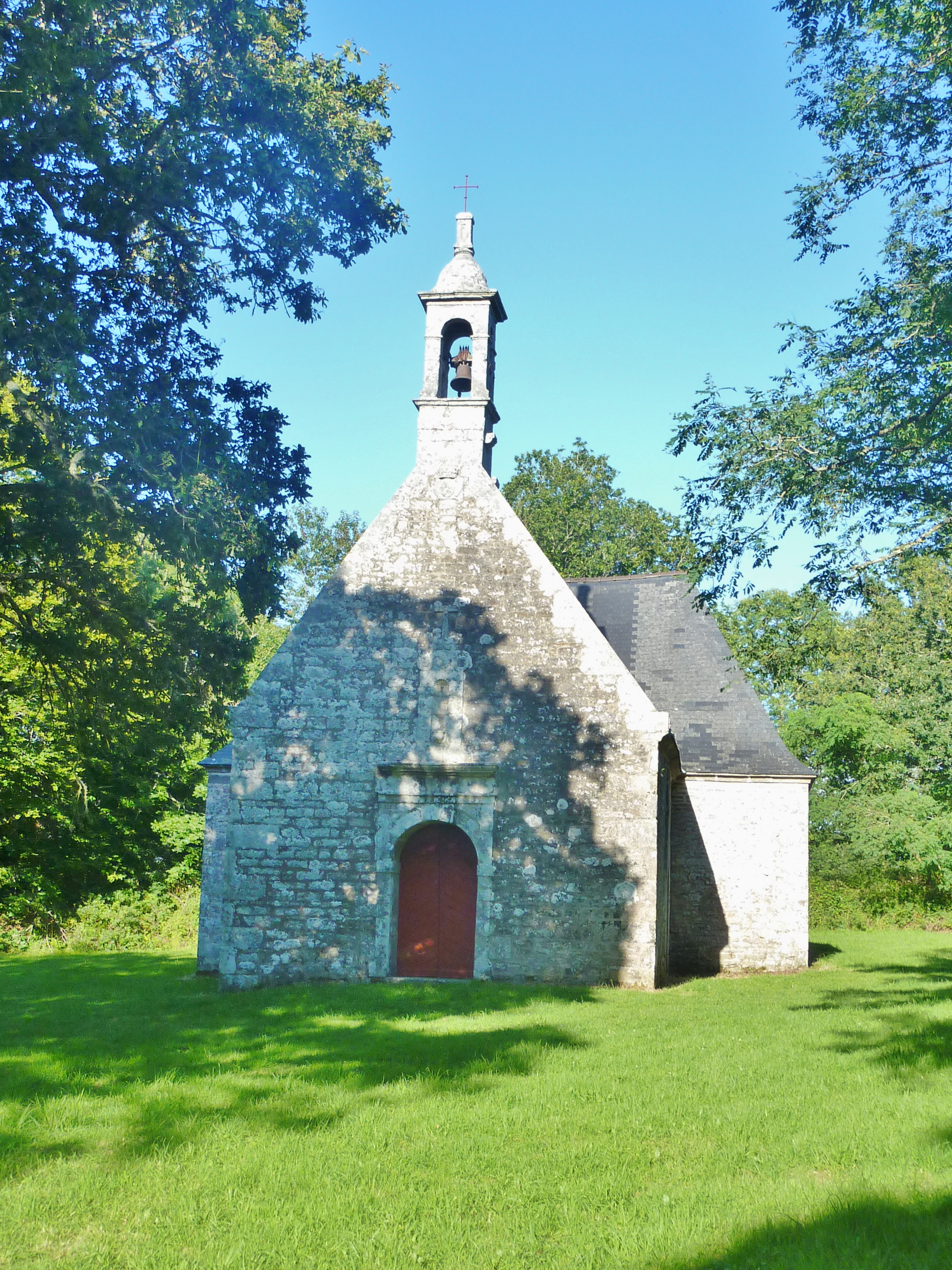
La chapelle Notre-Dame-du-Vray-Secours : vue extérieure.

- La chapelle Notre-Dame-du-Vray-Secours, construite initialement en 1698, est reconstruite dès 1729) ; elle est en forme de croix latine et sa façade est ornée d'un écusson timbré d'une couronne qui porte les armes de René Amaury de Montbourcher, chevalier, marquis du Bordage et de La Moussaye, seigneur du Mur, de Henvez et de Guériven, son fondateur. La chapelle possède une statue de sainte Barbe qui proviendrait de cette chapelle disparue ainsi que des tombes de nobles ; une fontaine se trouve à proximité[107]. Ce site a probablement déjà été occupé dès les époques gauloise et romaine.
- La chapelle Saint-Cadou de Kerzinaou,  classée au titre des monuments historiques par les arrêtés du 27 mars 1922 et du 1er mai 1922[108]. Elle date pour partie de 1578 (cette date est inscrite sur la porte en anse de panier située sur son côté sud) mais son origine est plus lointaine, la légende rapportant que saint Cadou, qui voyageait dans la région, aurait demandé aux paysans de Kerzinaou la permission de construire à cet endroit un ermitage ; son transept date de 1620. La chapelle était en ruines en 1874 mais elle fut alors restaurée ;  elle est en forme de croix latine, avec un chevet peu saillant ; elle possède un retable du XVIIe siècle (sans doute dû à l'atelier Le Déan ?), très ornementé[109]. Son « pardon des lutteurs », qui se tient traditionnellement chaque premier dimanche d'août, est célèbre, connu principalement pour les combats de lutte bretonne qui y sont organisés[110]. Ces combats se seraient déroulés dans un passé lointain près de la chapelle Saint-Cadou de Melgven (désormais dénommée chapelle Notre-Dame de Coat-an-Poudou), mais des gars de Gouesnac'h auraient un jour enlevé la statue de saint Cadou et auraient depuis organisé ce pardon des lutteurs sur le placître de la chapelle ; l'affluence des pèlerins et des lutteurs était telle qu'il fallut construire un oratoire, dédié à saint Herbot (le second patron de la chapelle), à proximité de la chapelle pour célébrer la messe en plein air. Le vainqueur des combats emporte le maout (un bélier)[20].

La chapelle Saint-Cadou
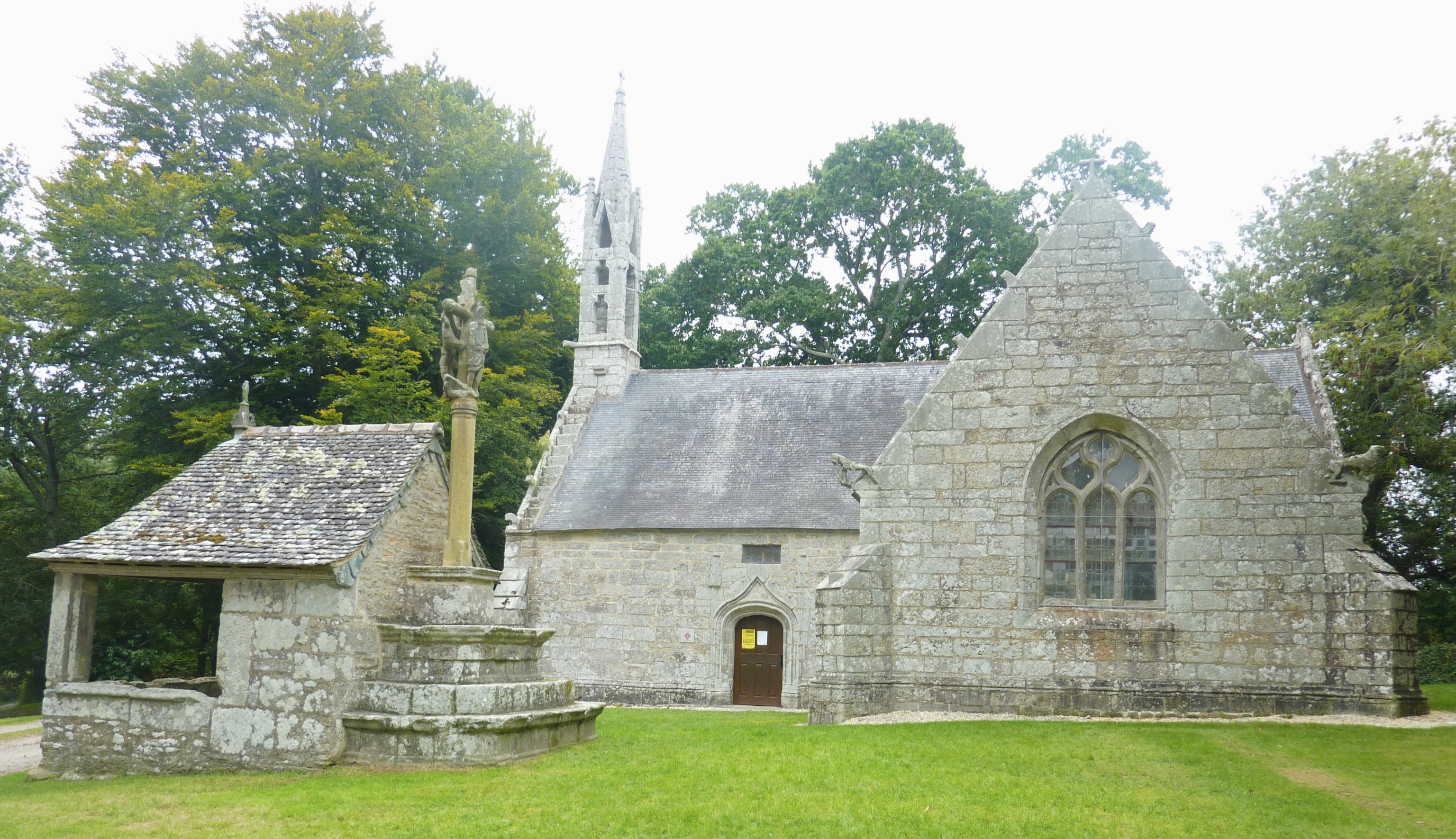
La chapelle Saint-Cadou et son placître.
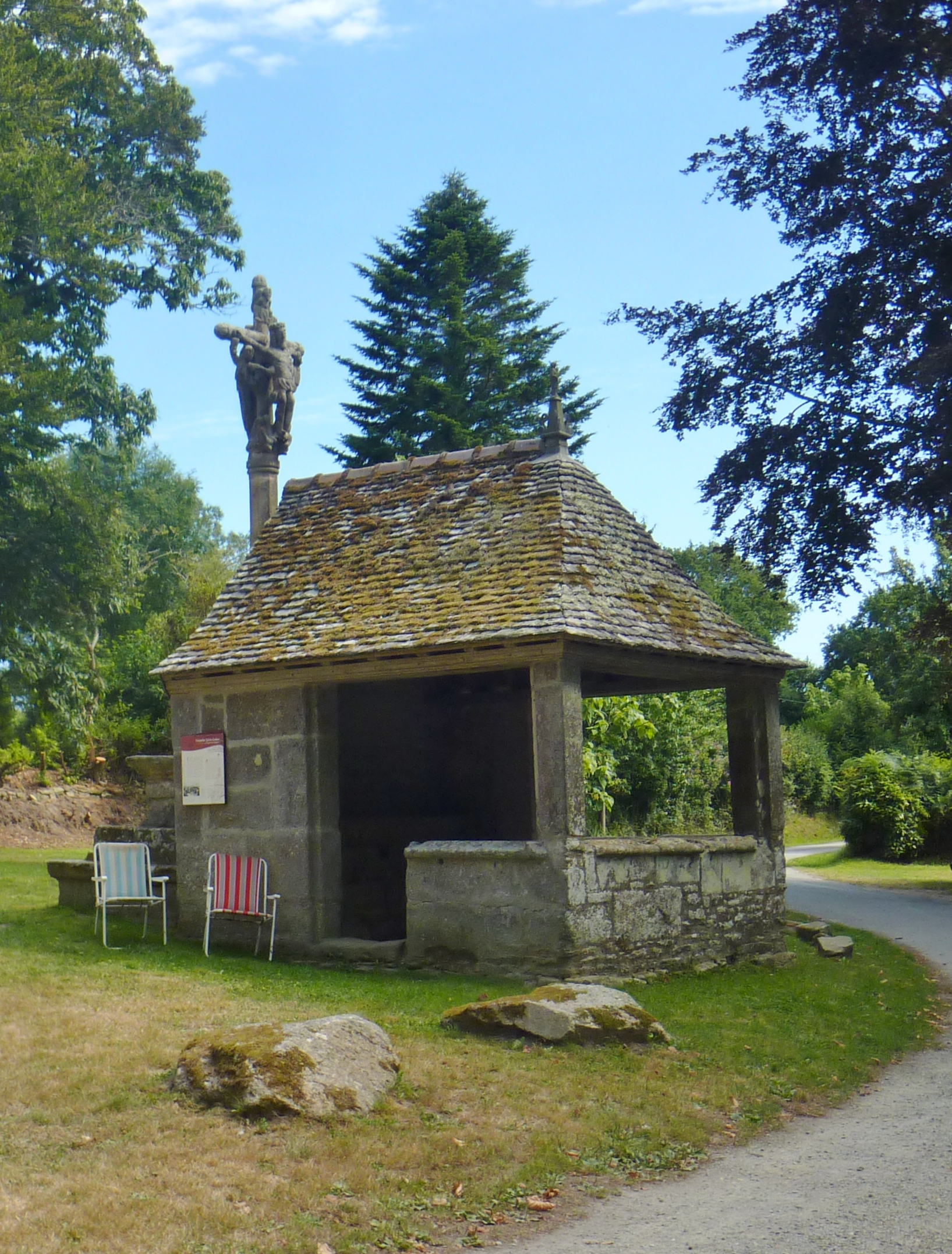
Gouesnach : chapelle Saint-Cadou, oratoire de Saint-Herbot.
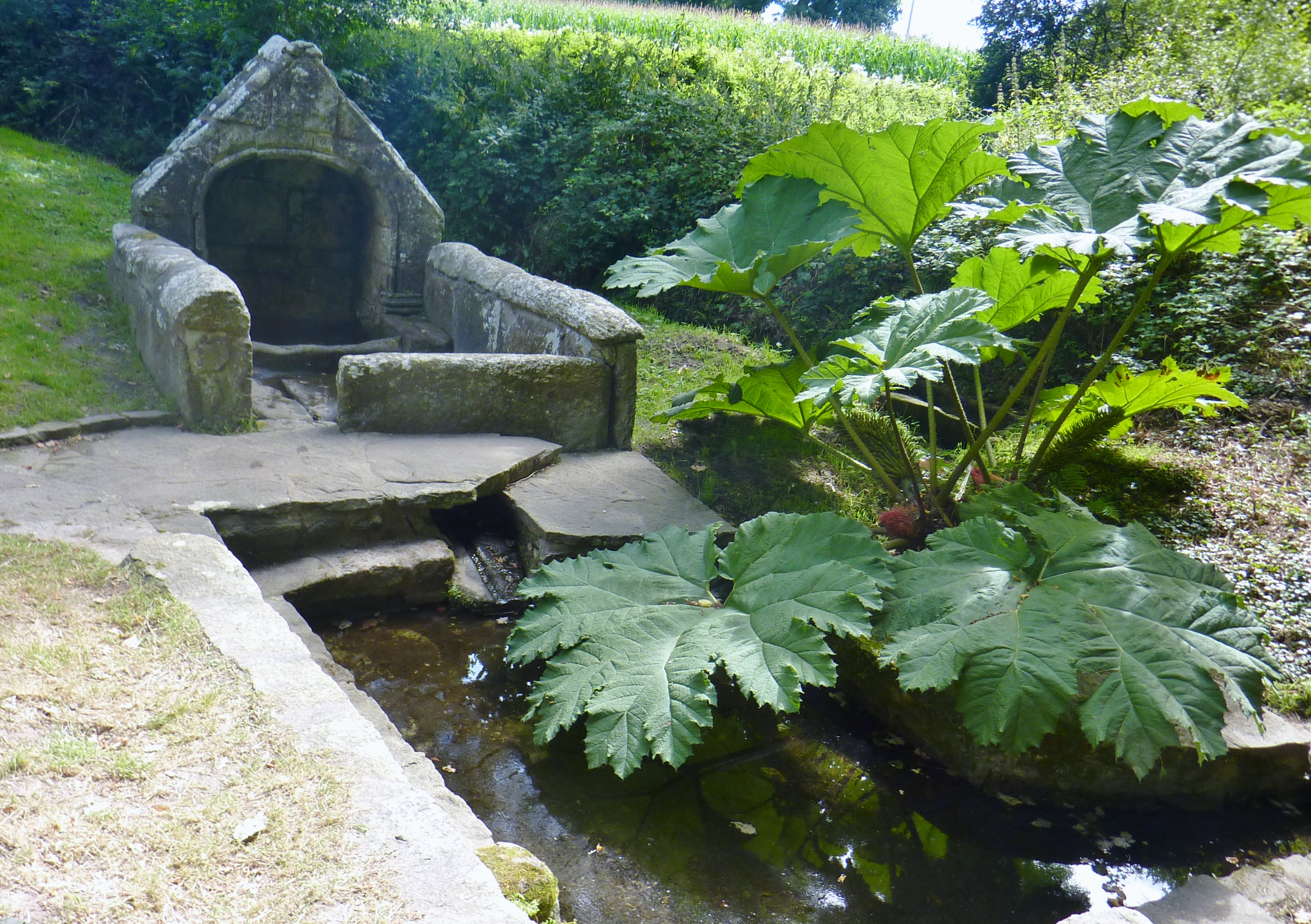
Gouesnach : la fontaine de Saint-Cadou.
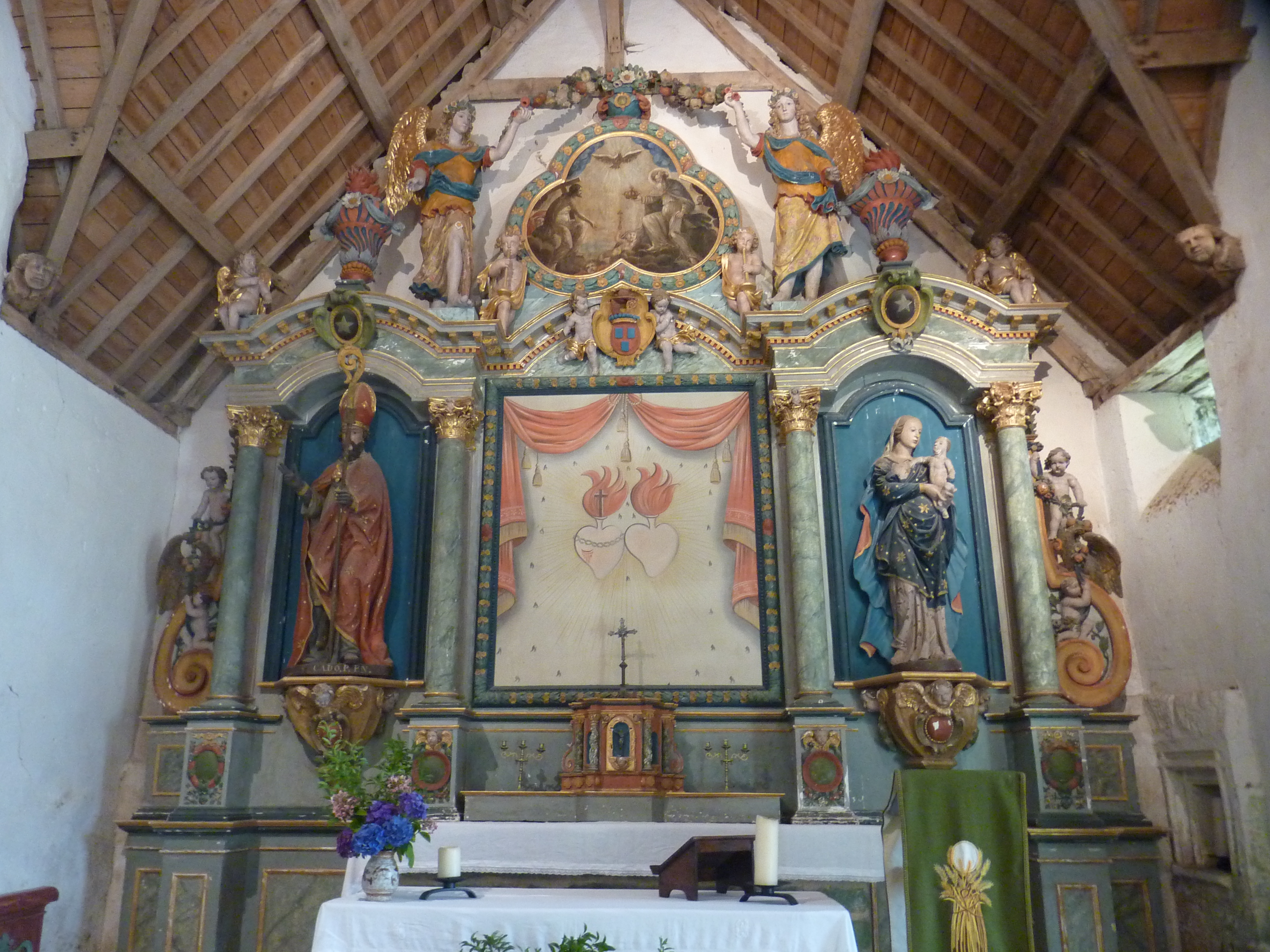
Gouesnach : chapelle Saint-Cadou, le retable du maître-autel.
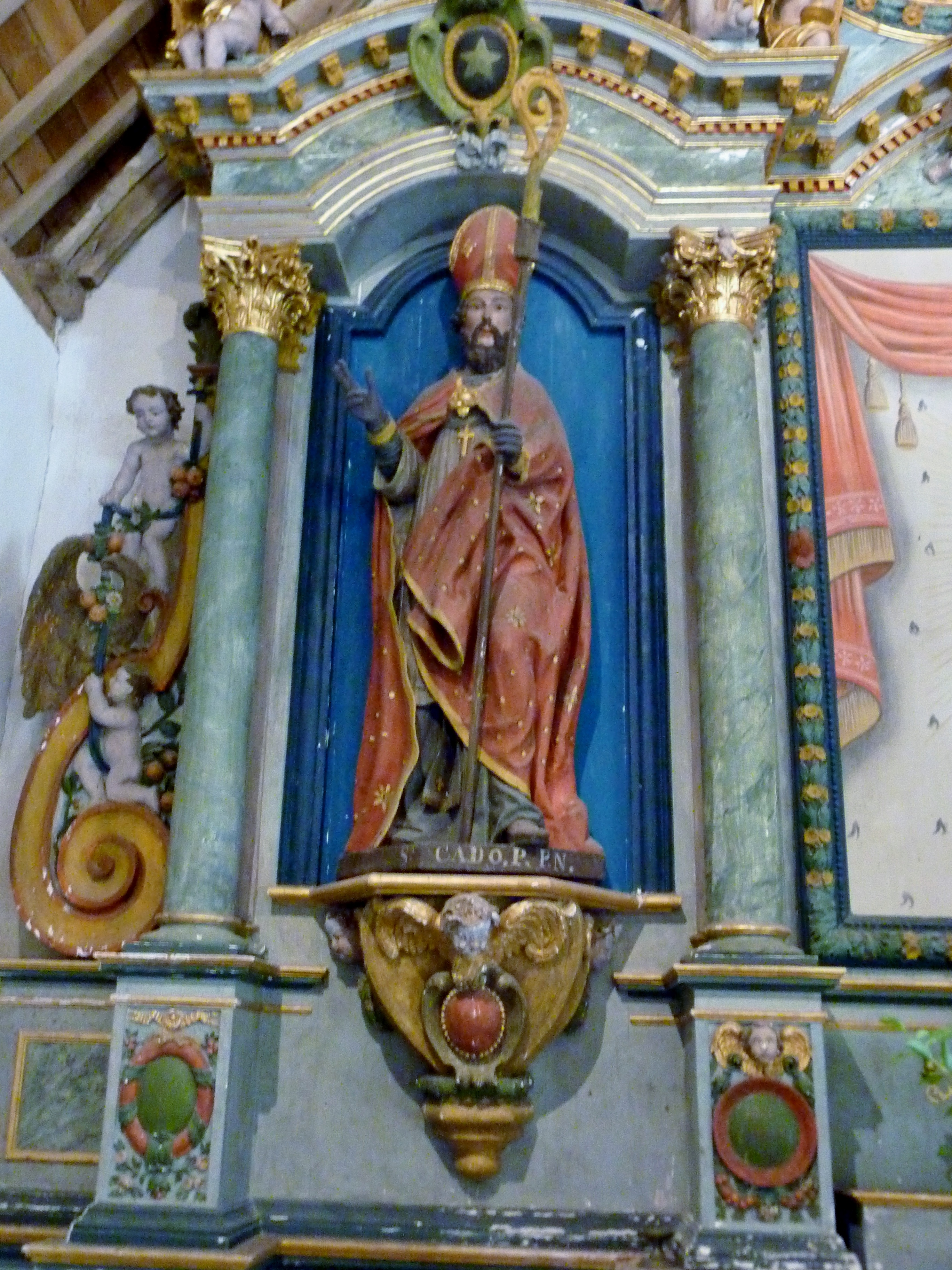
Gouesnach : chapelle Saint-Cadou, statue de saint Cadou.

- Chapelle Sainte-Barbe (ruinée) ; elle se trouve non loin de la rive gauche de l'Odet[111]. Deux fontaines se trouvent à proximité, le « fontaine de Sainte-Barbe »[112] et la « fontaine aux chiens », dénommée ainsi car la légende rapporte que les chiens enragés venaient y boire et mouraient après avoir bu quelques gorges de son eau[111].
- Chapelle Saint-Maudet, disparue ; elle dépendait du manoir de Lanhuron et se trouvait sur les bords de l'Odet[20].
- Oratoire Ve-VIIe siècle (ruiné)
- Oratoire de Saint-Herbot (XVIe)
- Les châteaux et manoirs des rives de l'Odet :
  - le château de Penfrat[113] date principalement de la 2e moitié du XIXe siècle (1859) (mais des agrandissements successifs datent de 1895 (aile gauche) et 1936 (aile droite) ; il est de style néo-Louis XIII ; il fut initialement construit comme relais de chasse pour la famille de Cambourg par Joseph Bigot ; le domaine était alors vaste de 400 hectares ; le domaine a été racheté en 1989 par Patrick Viossat[114].
  - le domaine de Boutiguéry domine les « Vire-courts » de l'Odet ; acheté initialement en 1841 par Carl de Kernet, le site correspond à une ancienne motte castrale ; une ruine encore visible dominant l'Odet est probablement une ancienne tour à feu datant du haut Moyen Âge ; le « château » actuel correspond en fait aux écuries construites par Carl de Kernet, qui décéda en 1887 avant d'avoir pu construire le véritable château qu'il projetait ; sa sœur Hermine, épouse de La Sablière, hérita du domaine ; son parc à l'anglaise de plus de 20 ha, entretenu depuis des décennies par Christian de La Sablière, son propriétaire et désormais sa fille possède plus de 30 000 rhododendrons et azalées à la floraison printanière spectaculaire. Sa visite est autorisée pendant le printemps[115]. Boutiguéry est le plus grand conservatoire de rhododendrons hybridés de France, de nombreuses variétés ayant été créées par son propriétaire[116].

Le domaine de Boutiguéry
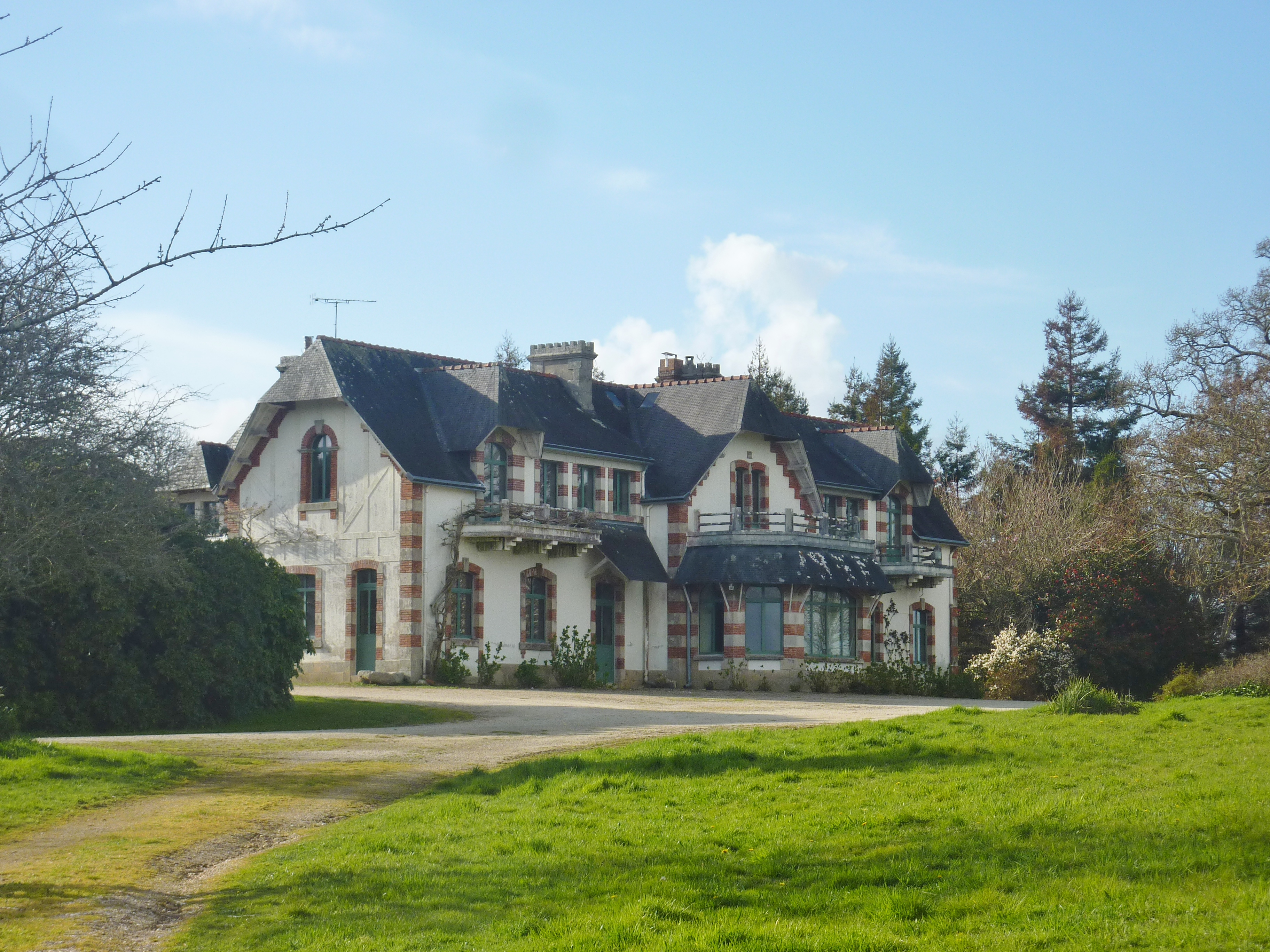
Le « château » de Boutiguéry.
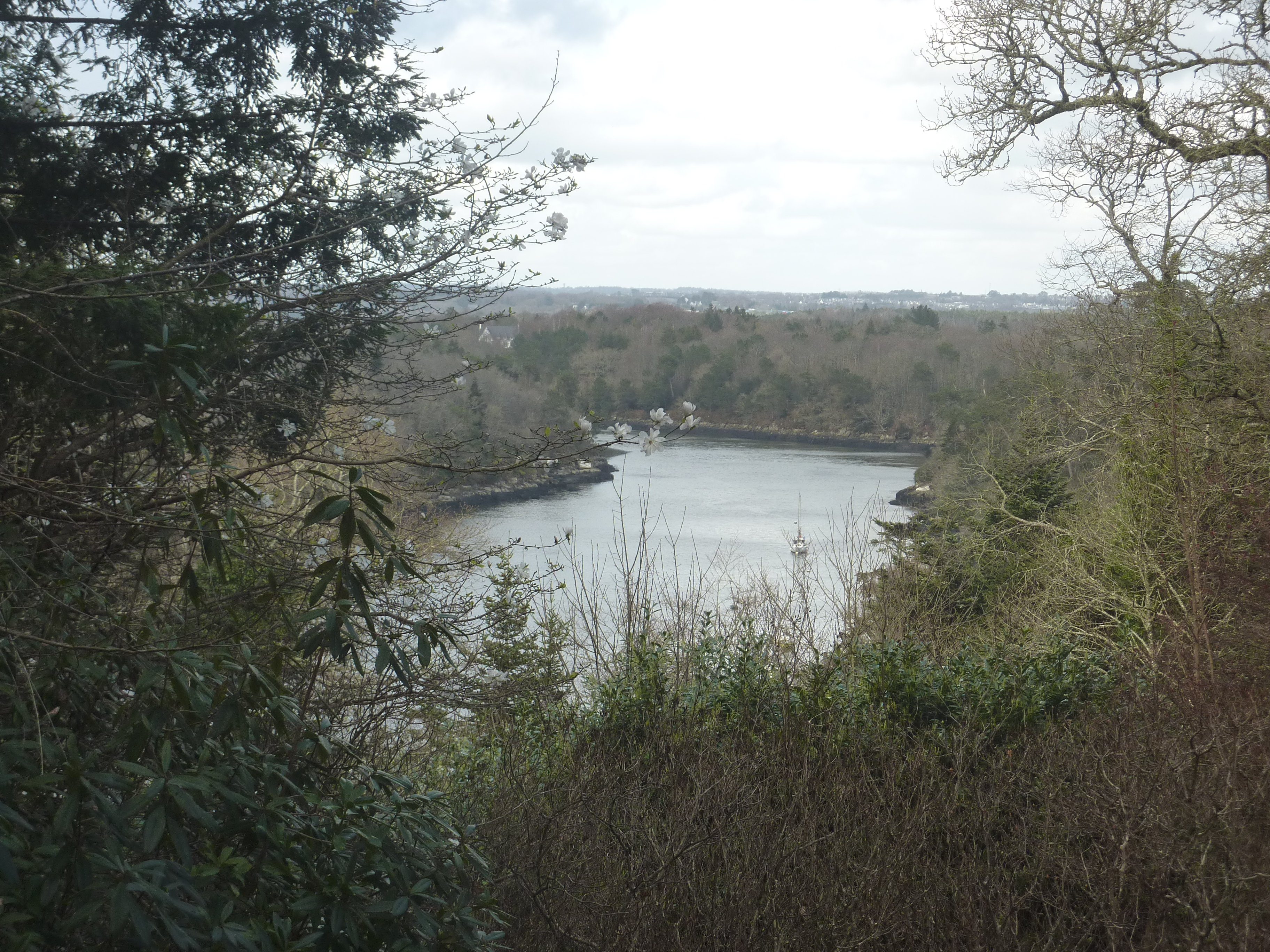
Vue sur l'Odet.
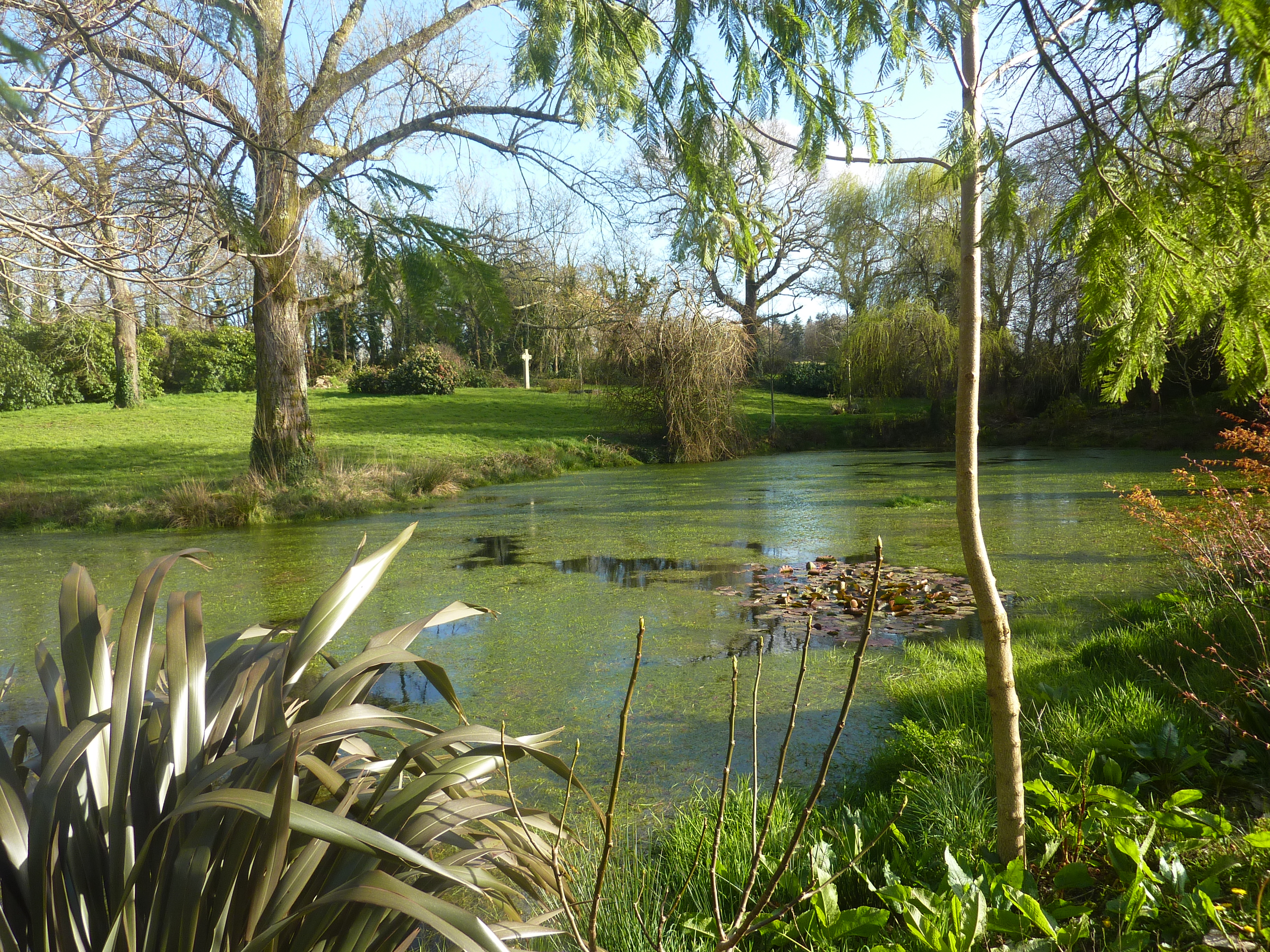
L'entrée du parc.
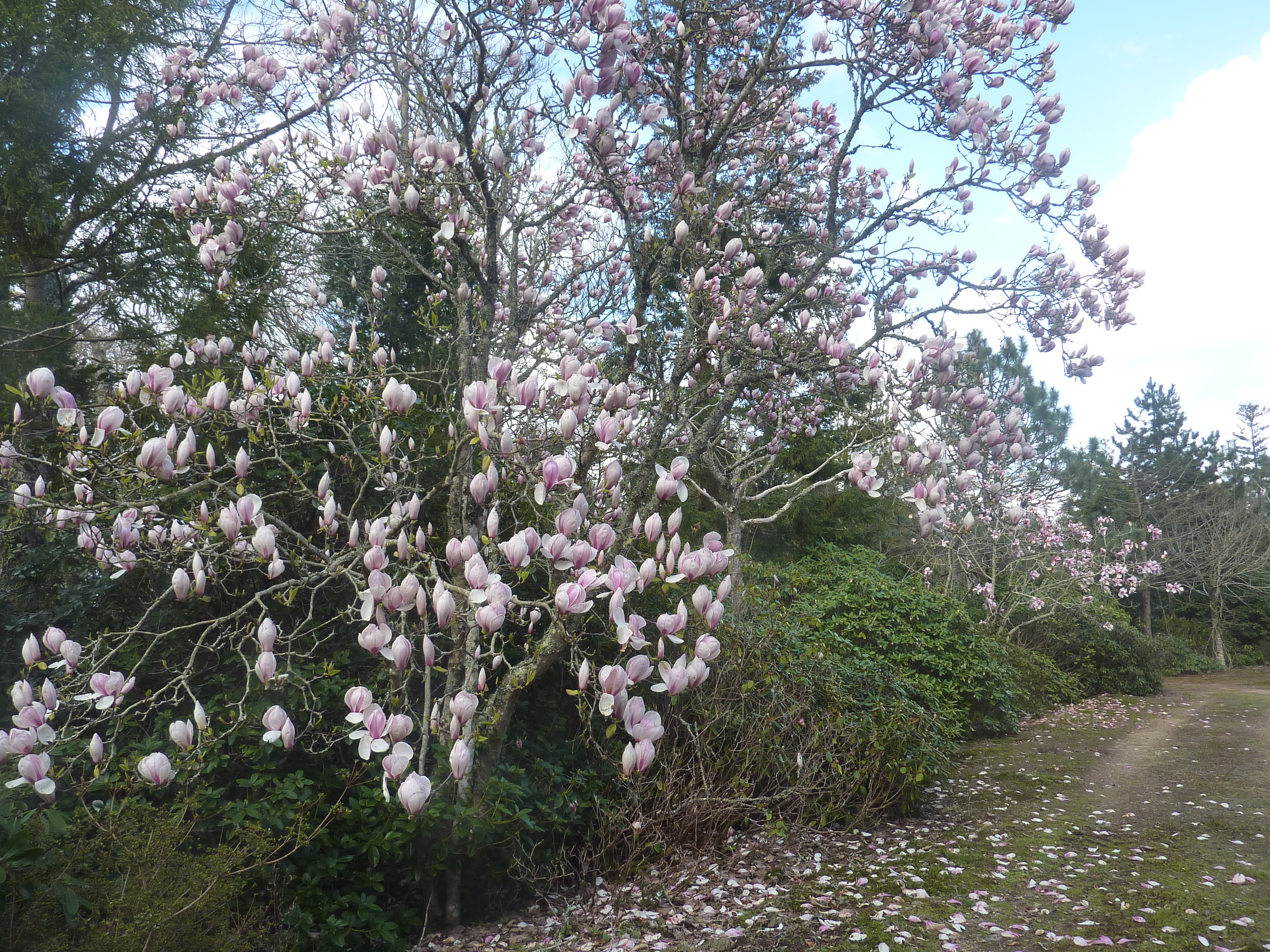
Magnolias en fleurs.

- - le château de Lanhuron, dont le parc est classé par les Monuments historiques (Référence base Mérimée : IA29000345)
- Les sites naturels des bords de l'Odet :
  - Pors Meillou (« Port aux Moulins » en breton) : les sabliers y déchargeaient leur cargaison de sable ; la façade de l'ancienne buvette subsiste ;
  - Pors Keraign, zone principale de mouillage pour les plaisanciers de Gouesnach ;
  - Porz Gwen, avec sa vue sur le pont de Cornouaille.

### Personnalités liées à la commune
- Le général Charles Pottier (né à Strasbourg le 30 juin 1837, décédé le 29 juin 1914 à Kerven en Gouesnach). Officier de chasseurs à pied, il participa à la bataille de Solférino en 1853 ; nommé capitaine, il combattit au sein du 6e bataillon de chasseurs pendant la guerre de 1870 et fut fait prisonnier par les Prussiens après la capitulation de Sedan le 2 septembre 1870 et interné à Mersebourg. Lieutenant-colonel en 1887, colonel en 1891, il devint avant sa retraite général de brigade et commandeur de la Légion d'Honneur. Il était le frère du vice-amiral Édouard Pottier[117].
- Eugène Le Pontois (né le 28 octobre 1840 à Gouesnac'h, décédé le 19 février 1925 à Vannes), capitaine au long-cours dans la marine marchande avant de se fixer à Vannes et d'être élu maire de cette ville en 1908. Réélu en 1912 sur la liste républicaine, mais se considérant alors trop âgé, il se contenta d'être simple conseiller municipal, se retirant définitivement de la vie politique en 1919. Il était membre de plusieurs sociétés philanthropiques[118].
- Yves de Cambourg, vicomte, né le 5 octobre 1899 à Dammarie-les-Lys (Seine-et-Marne), marié le 24 juillet 1923 à Plomelin, avec Marie-Thérèse de Broc (1903 - 1981), fut un fervent soutien du mouvement bretonnante et de la rue des indépendantistes bretons, Breiz Atao ; il fut fusillé par des résistants le 26 juillet 1944 à Gouesnach. Il n'est pas certain qu'il ait collaboré avec les Allemands[114].
- Éric Tabarly (1931-1998) habitait à Gouesnac'h. Sa demeure située sur les hauteurs de l'Odet, lui permettait d'amarrer son Pen Duick mythique sur un ponton spécialement aménagé. Il est mort noyé en mer d'Irlande en juin 1998 sur Pen Duick I.
- Marie Tabarly (1984-), fille du précédent, est née à Gouesnac'h.
- Armel Le Cléac'h (1977) habite à Gouesnac'h avec sa famille.
- Pierre Lorthioir est mort à Gouesnac'h en 2010 après y avoir vécu quelques années.